# Emléktáblák Egerben
Eger szócikkhez kapcsolódó képgaléria, mely helyi, országos vagy nemzetközi hírű személyekkel, valamint épületekkel, műtárgyakkal, helynevekkel és eseményekkel összefüggő emléktáblákat tartalmaz.

## Emléktáblák

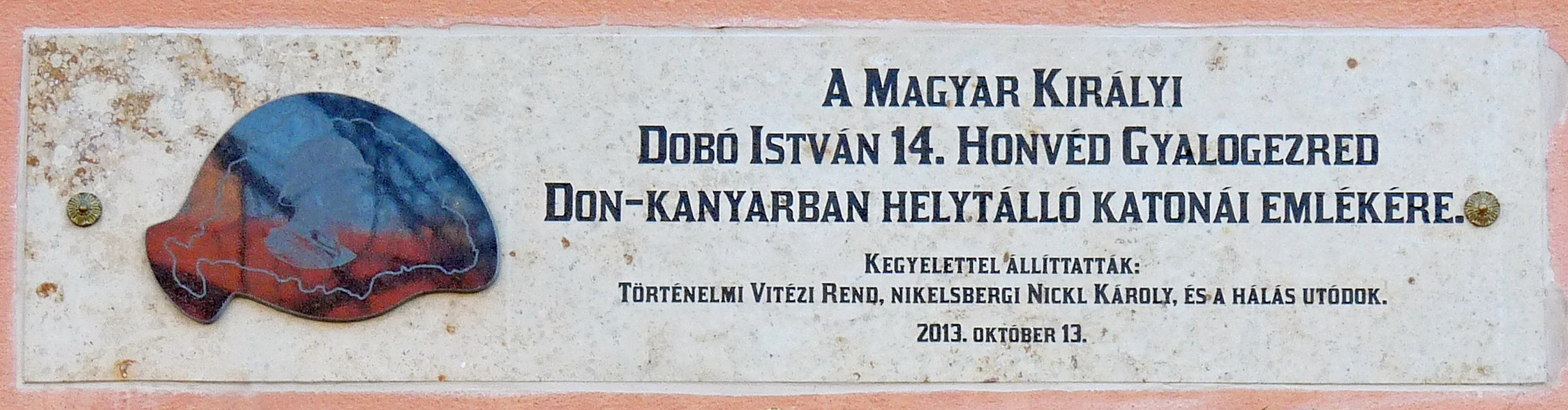
14. honvéd gyalogezred, Dobó István tér 6.
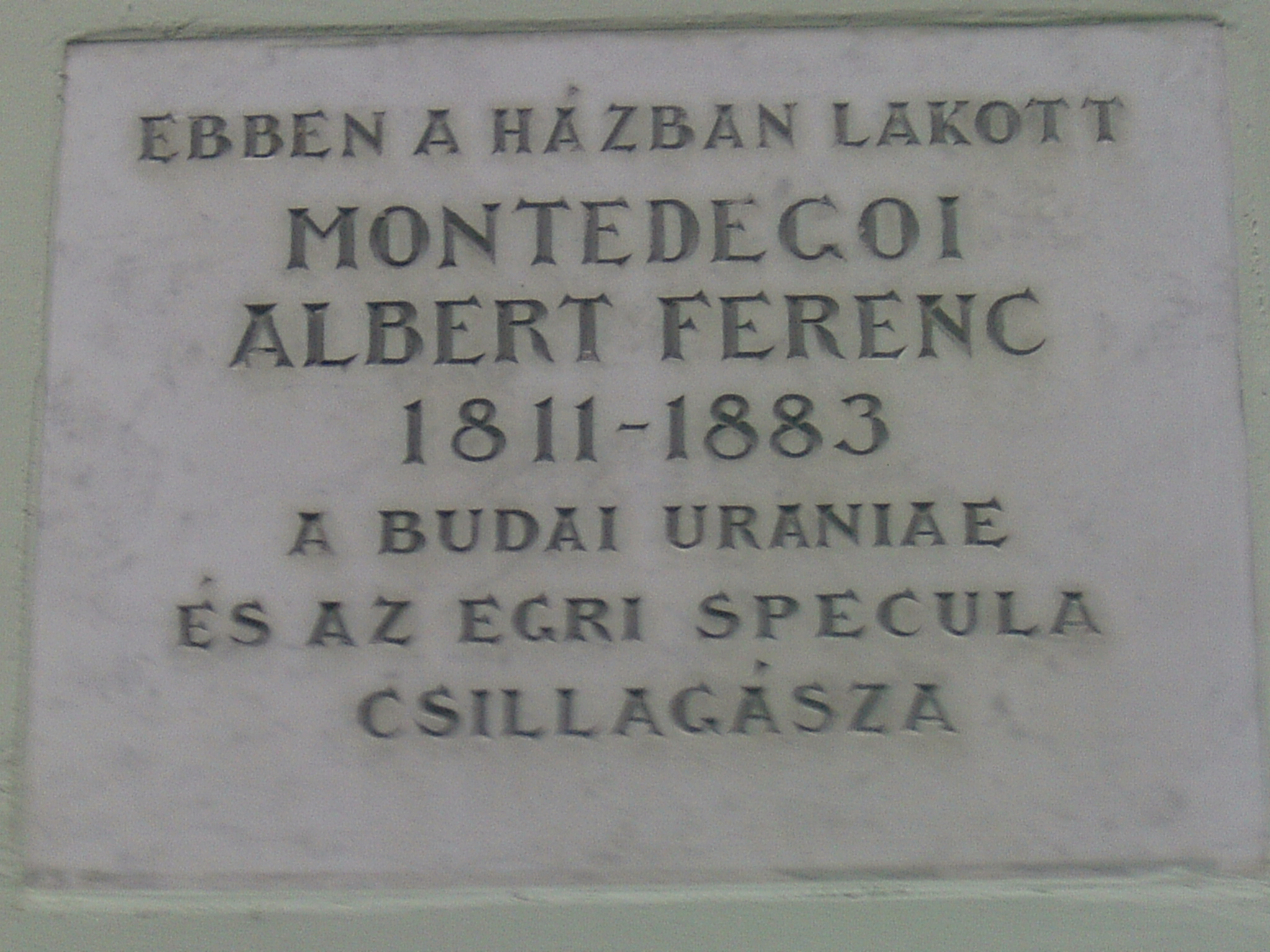
Albert Ferenc, Bajcsy-Zsilinszky út
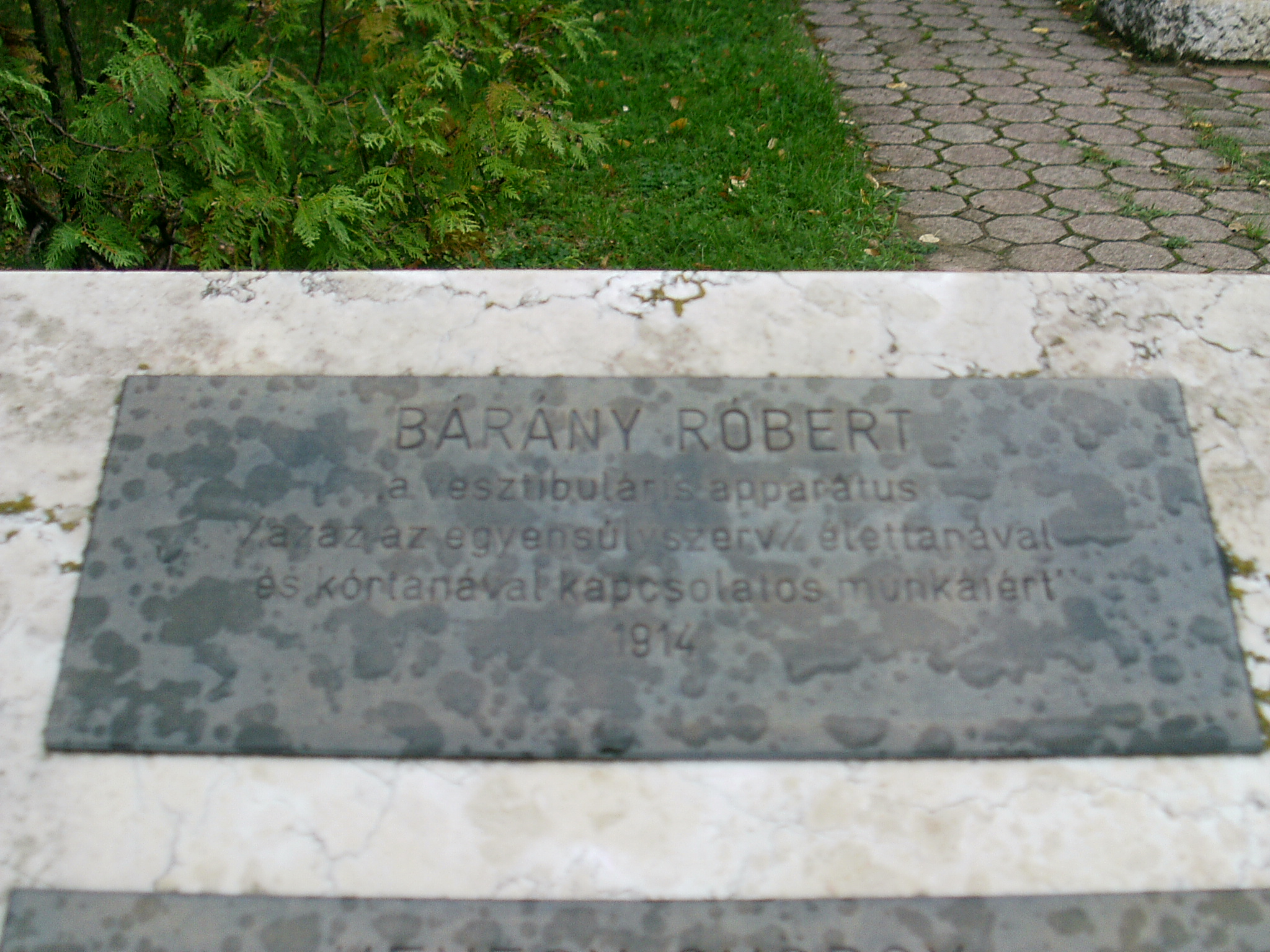
Bárány Róbert, Rákóczi út 2.
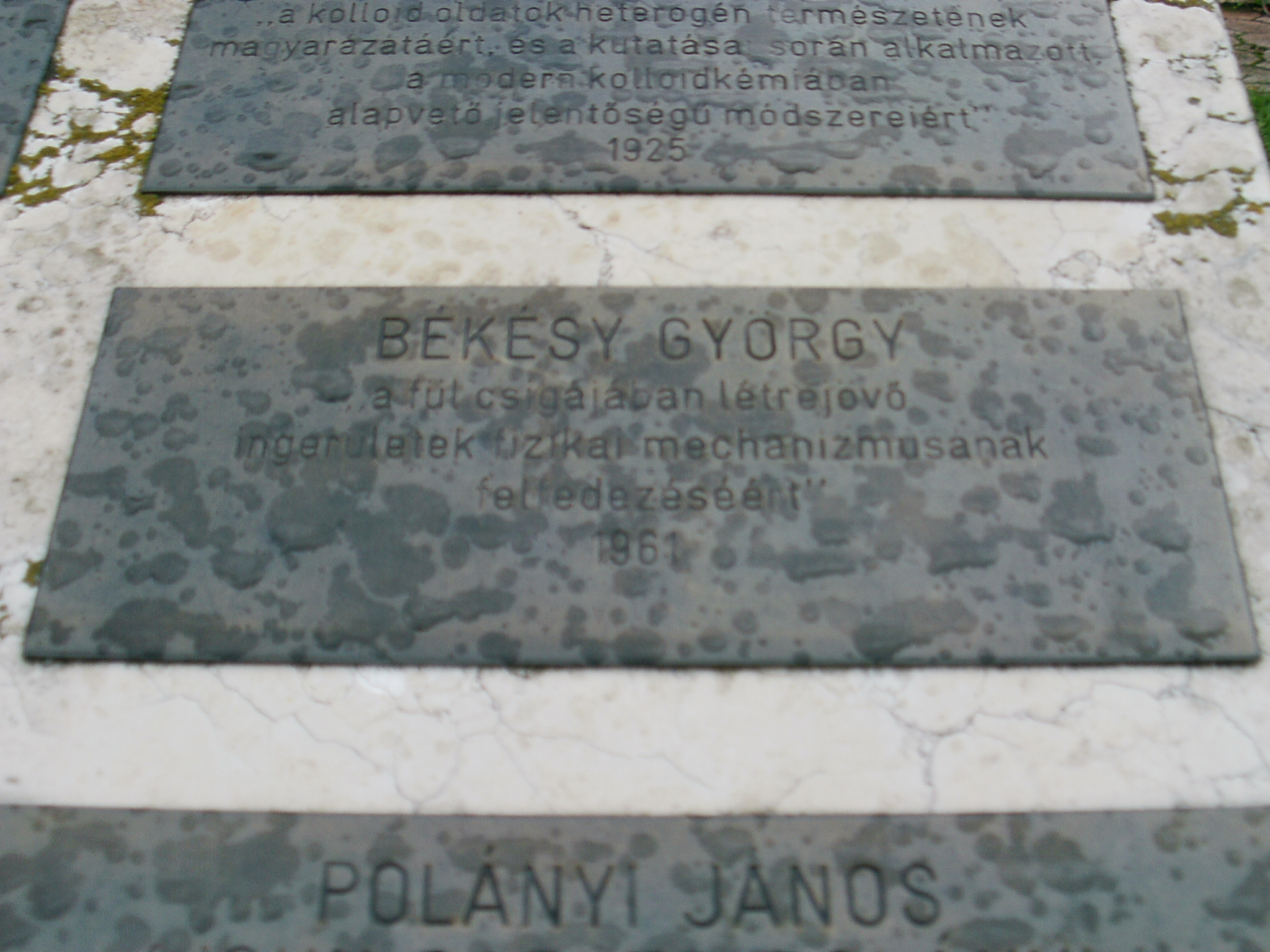
Békésy György, Rákóczi út 2.
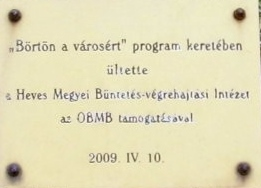
„Börtön a városért” Érsekkert
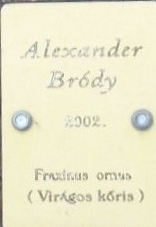
Alexander Brody Érsekkert
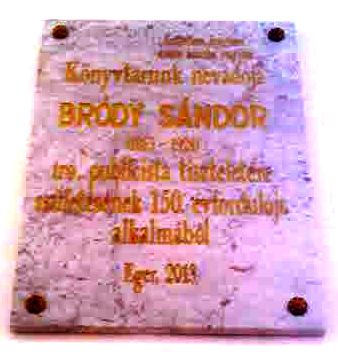
Bródy Sándor, Kossuth Lajos utca 16.
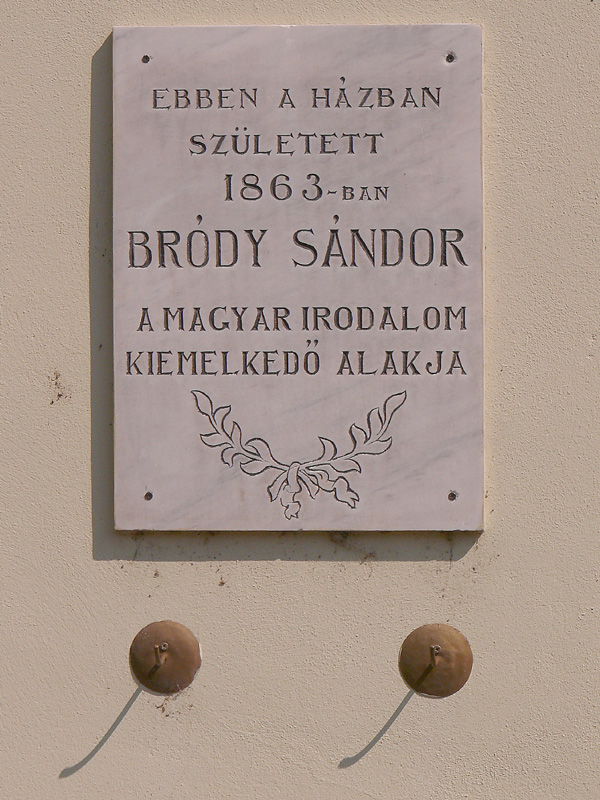
Bródy Sándor szülőháza, Bródy Sándor utca 8.
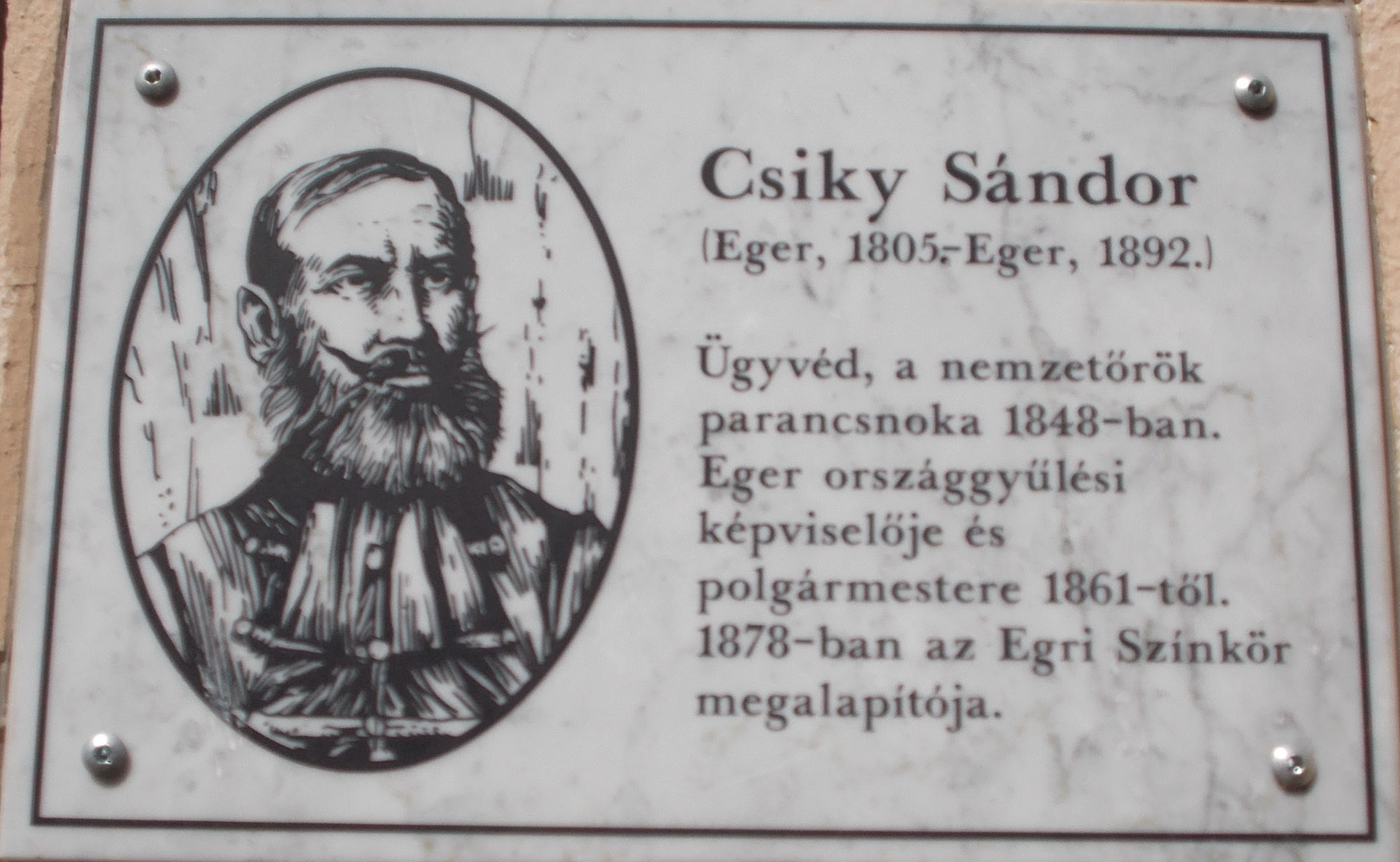
Csiky Sándor, Széchenyi utca 19.
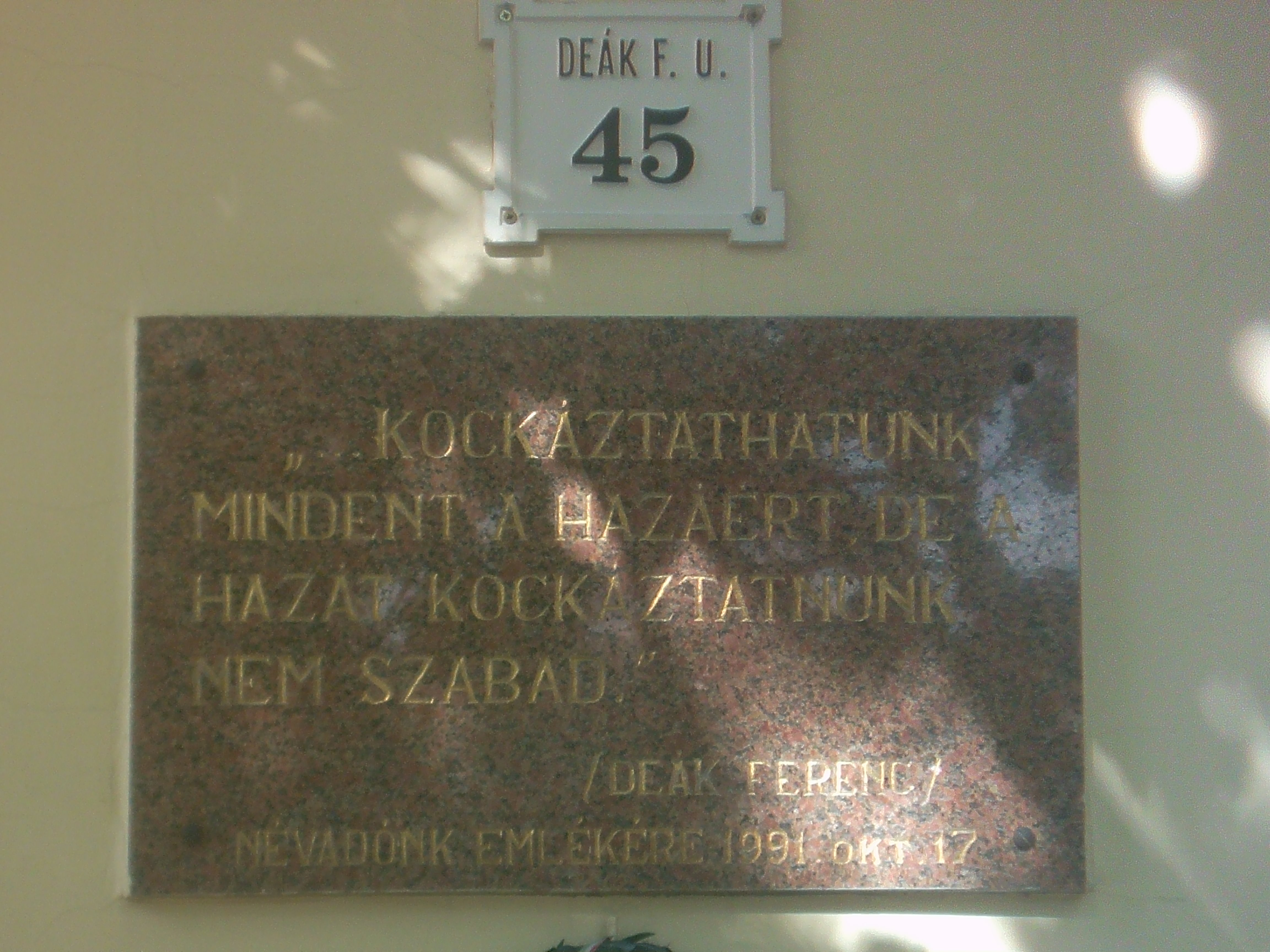
Deák Ferenc, Deák Ferenc utca 45.
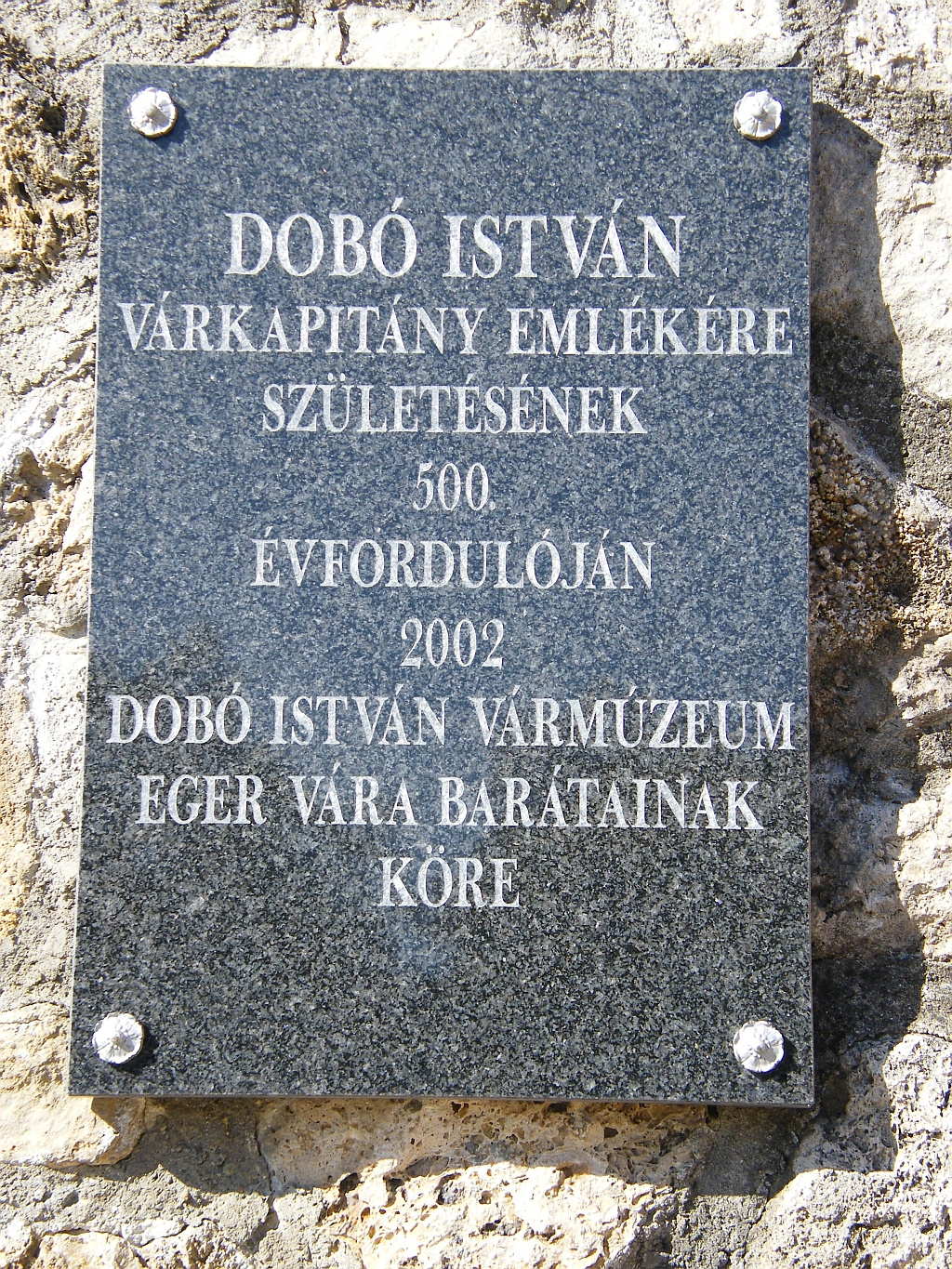
Dobó István, Vár
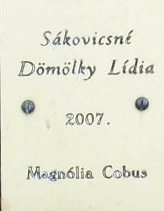
Dömölky Lídia Érsekkert
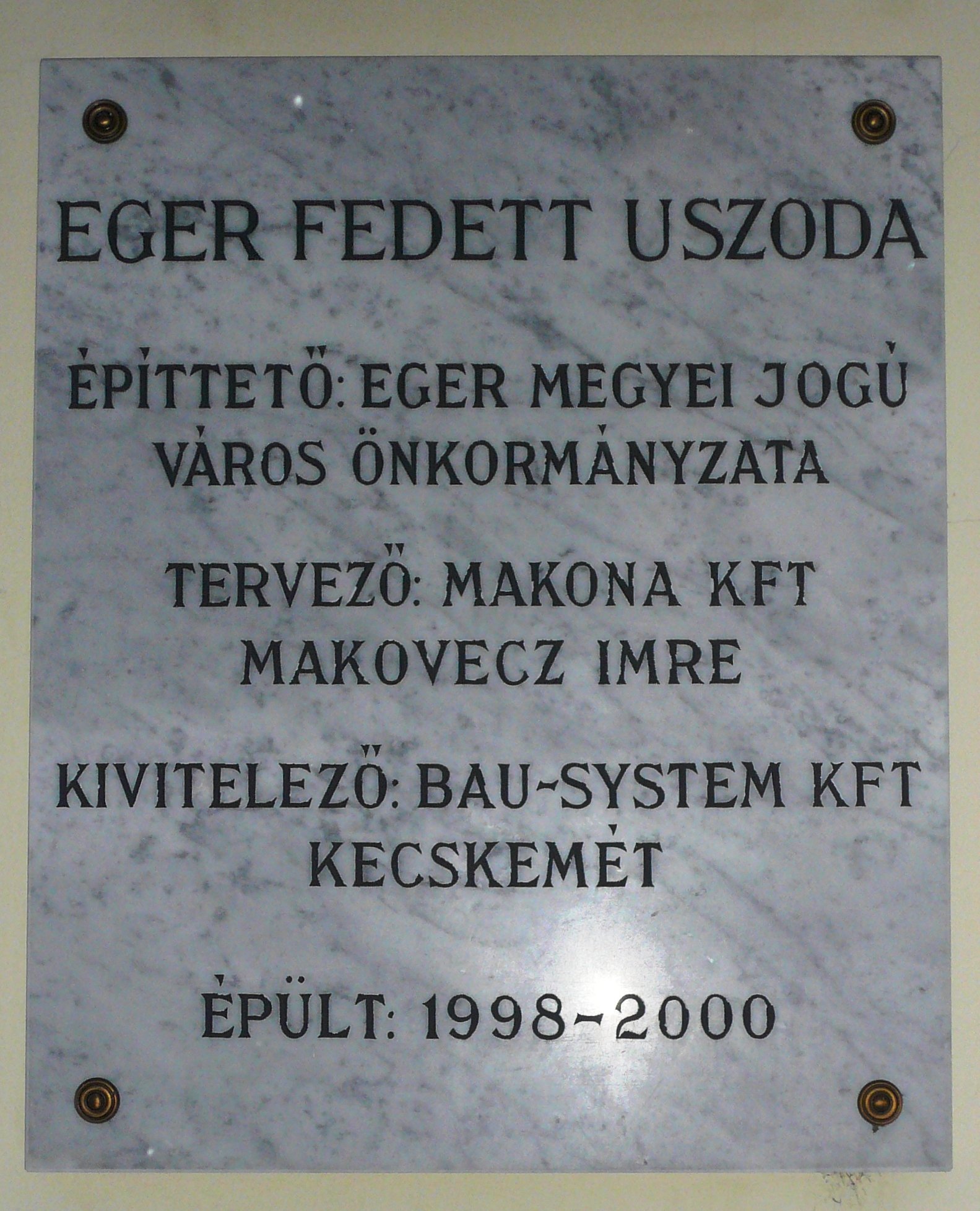
Eger fedett uszoda, Frank Tivadar utca 5.
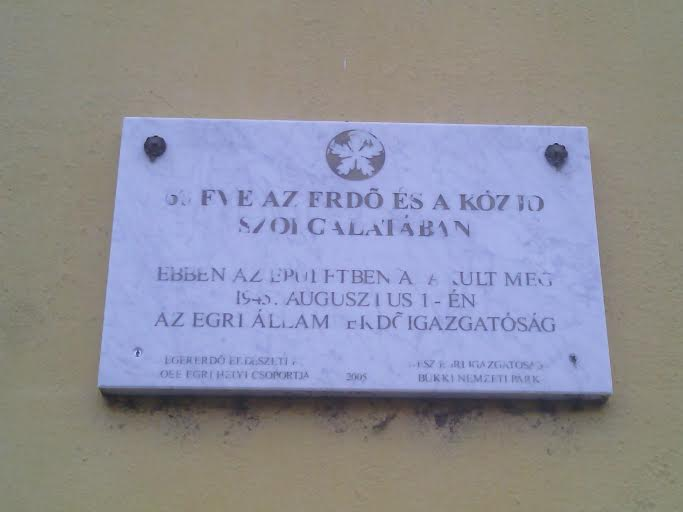
az egri állami erdőgazdálkodás megszervezése, Széchenyi utca 1-5.
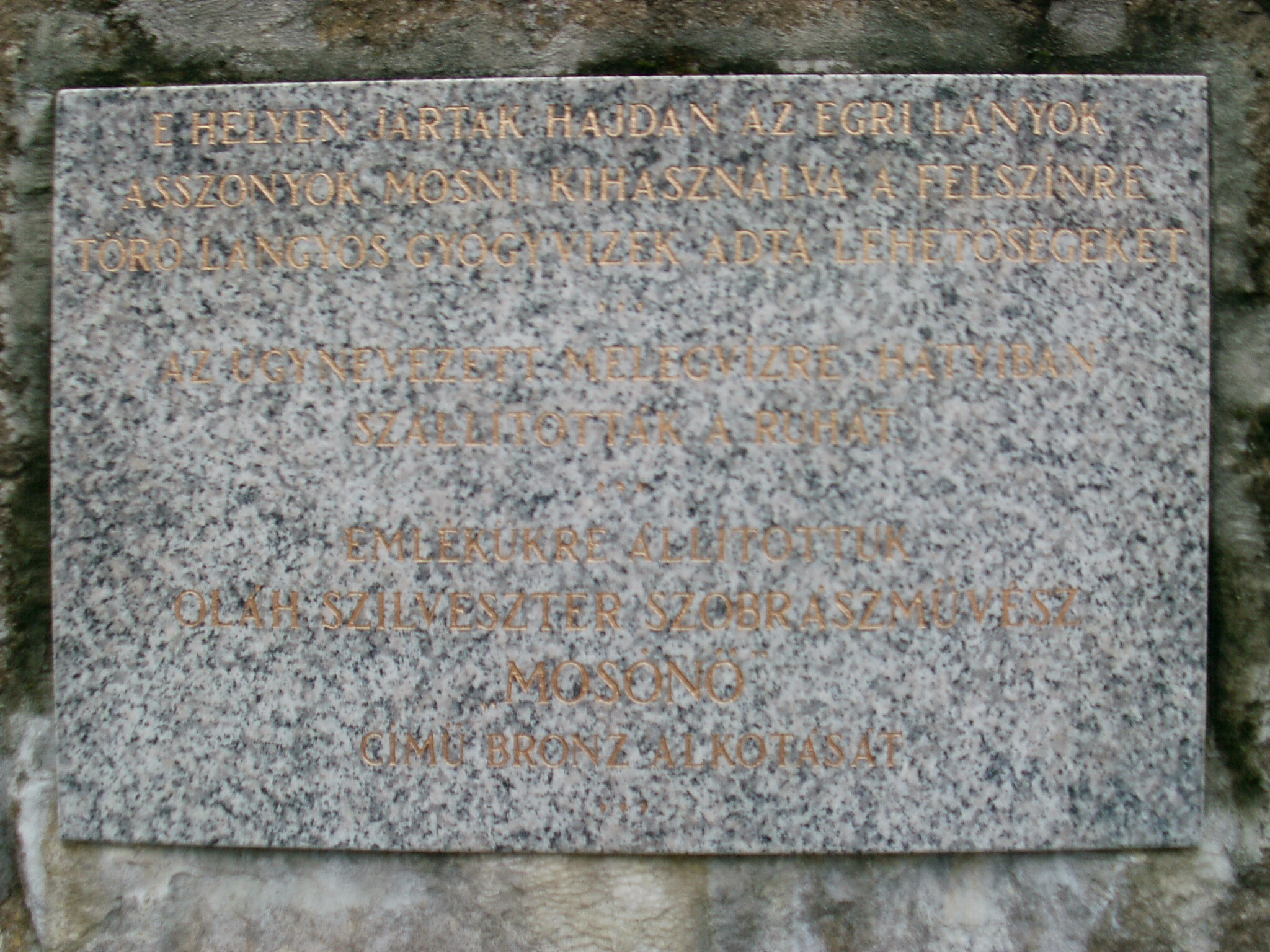
egri mosónők Agyagási Dezső park
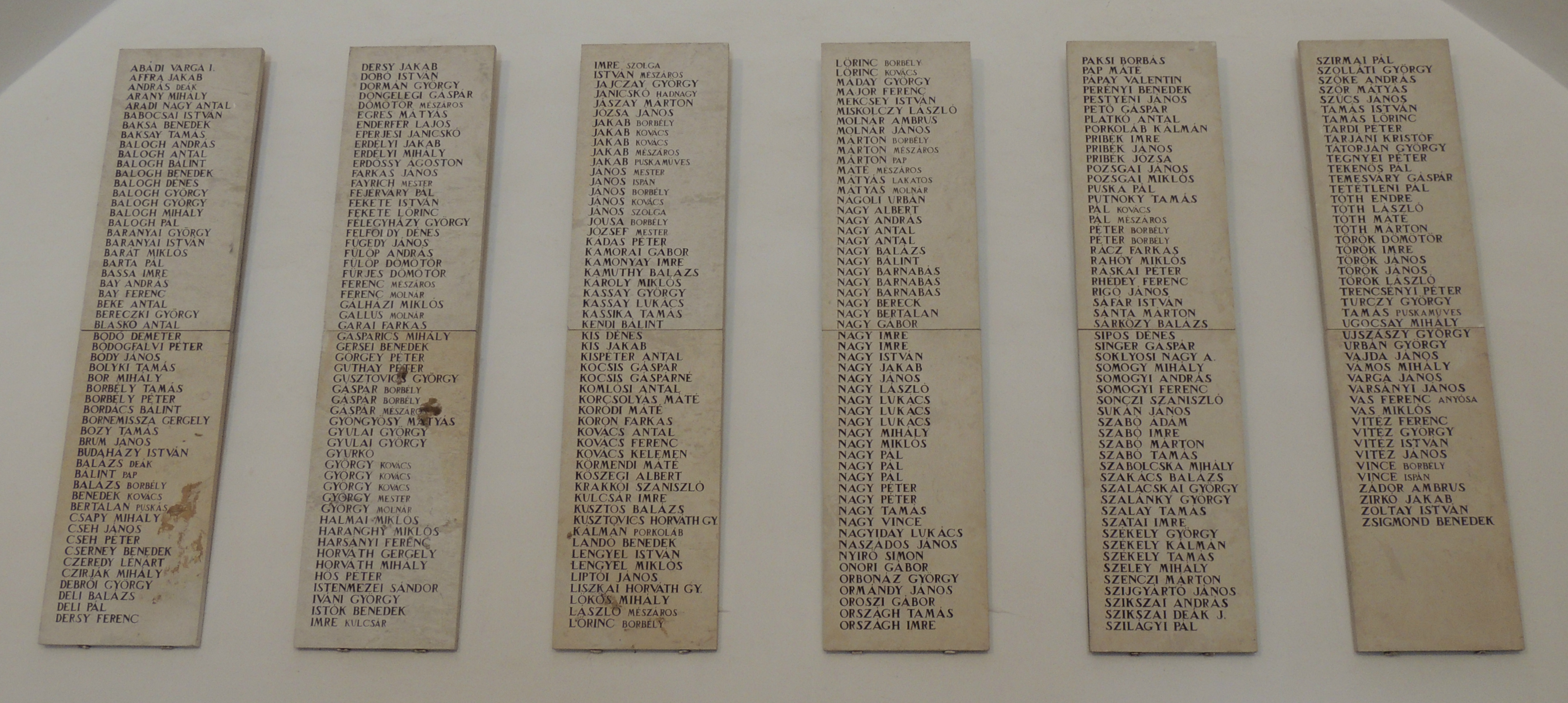
egri várvédők névsora, Vár
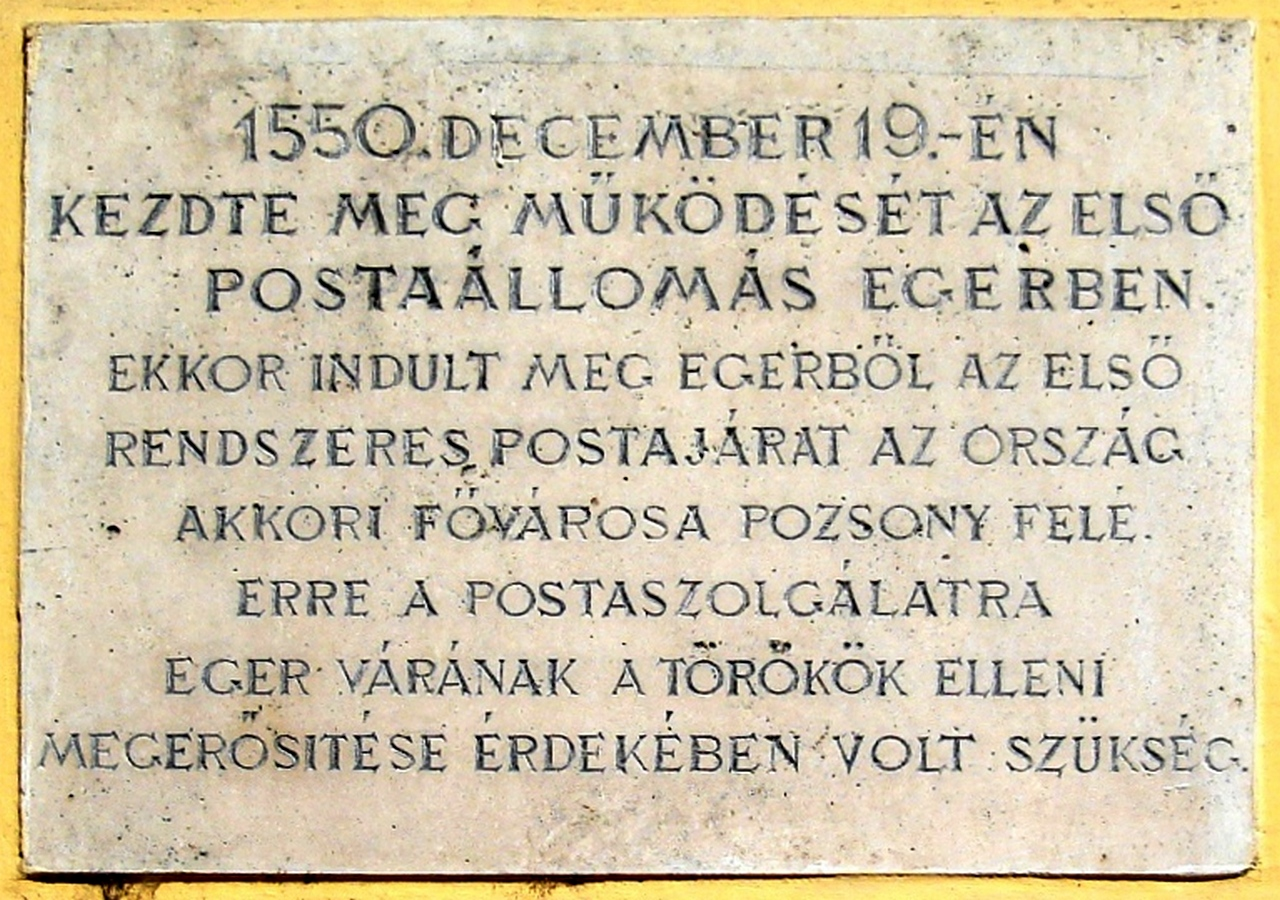
Első egri postaállomás, Széchenyi István utca 22.
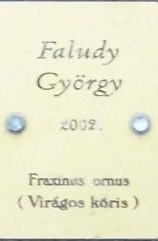
Faludy György Érsekkert
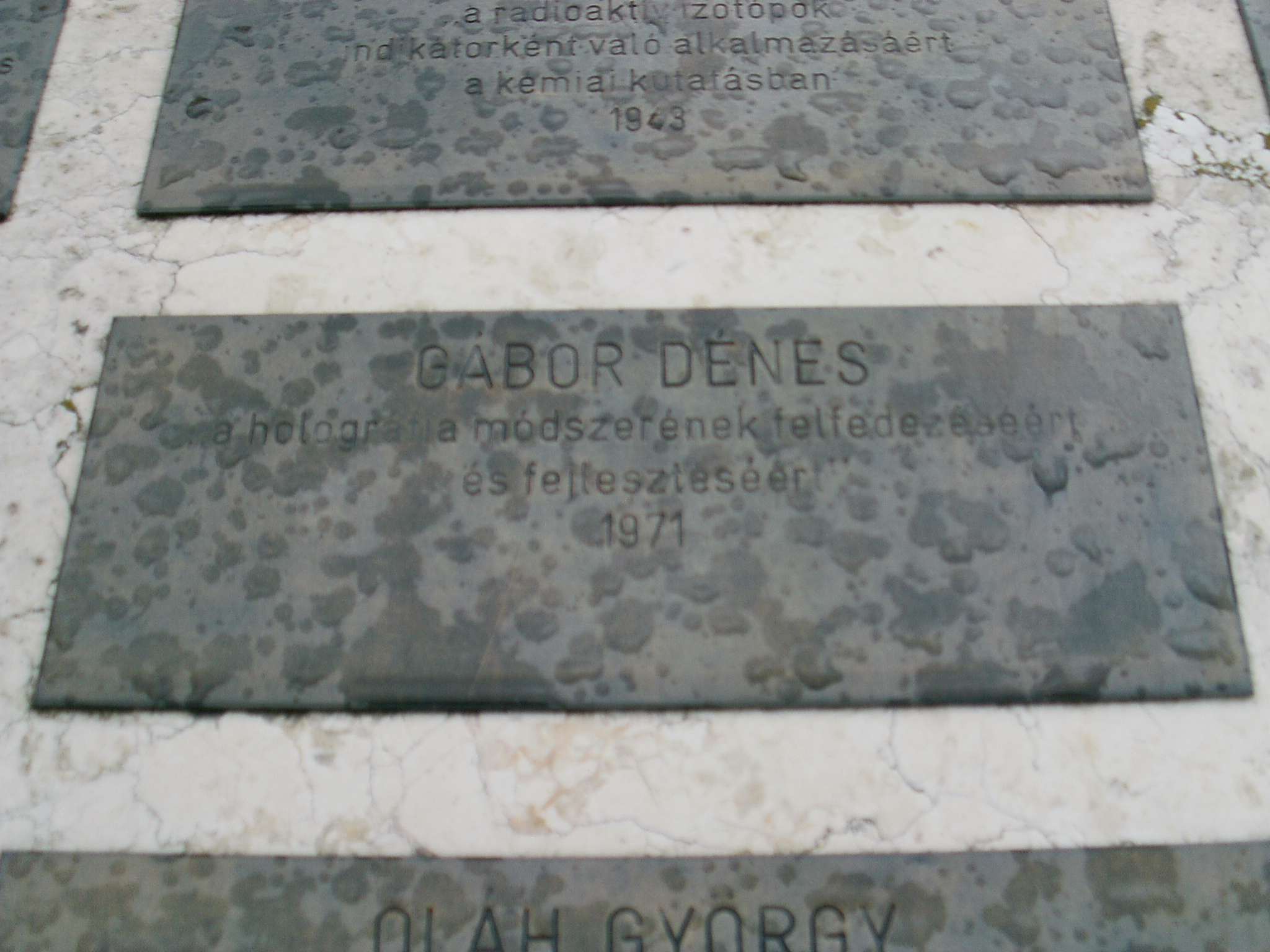
Gábor Dénes, Rákóczi út 2.
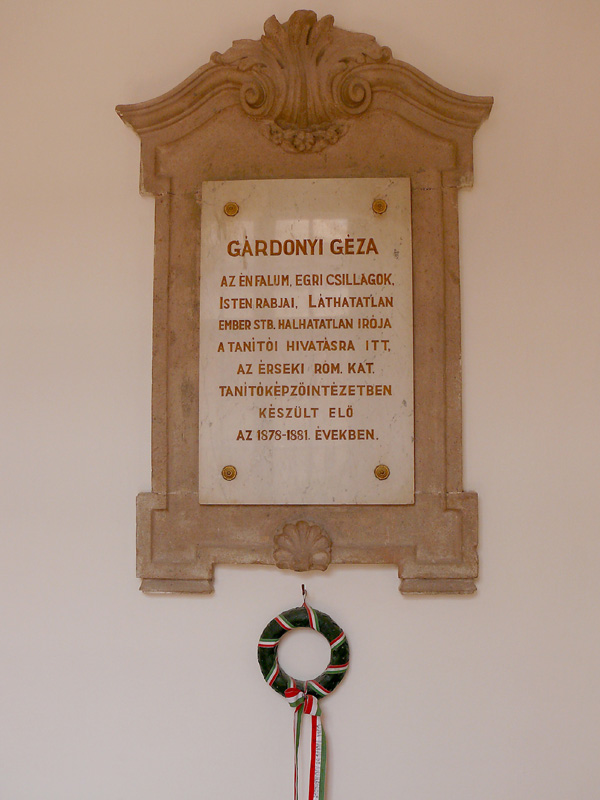
Gárdonyi Géza, Eszterházy tér 1.
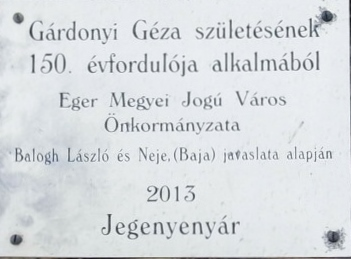
Gárdonyi Géza születésének 150. évfordulója Érsekkert
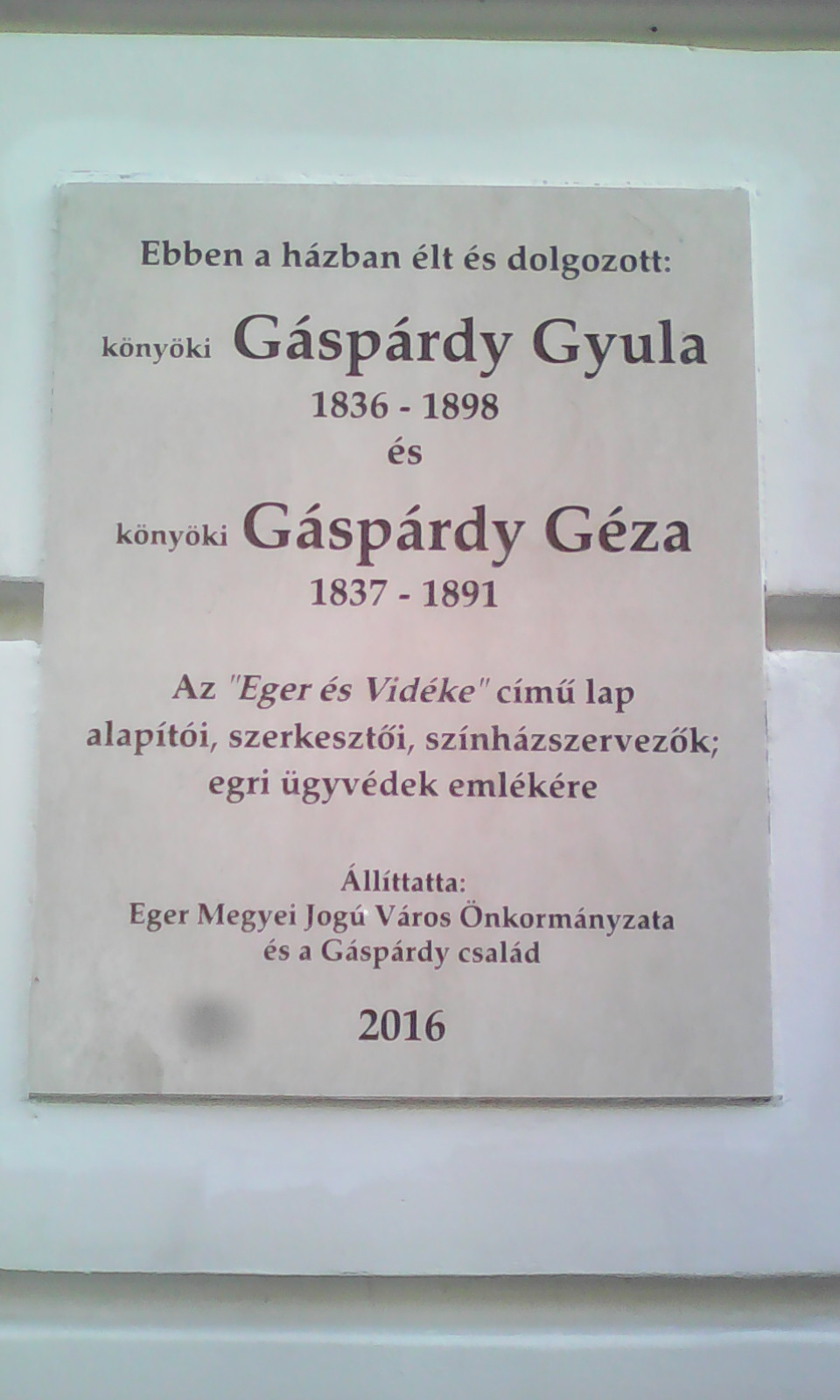
Gáspárdy Géza és Gyula Szécheny út 12.
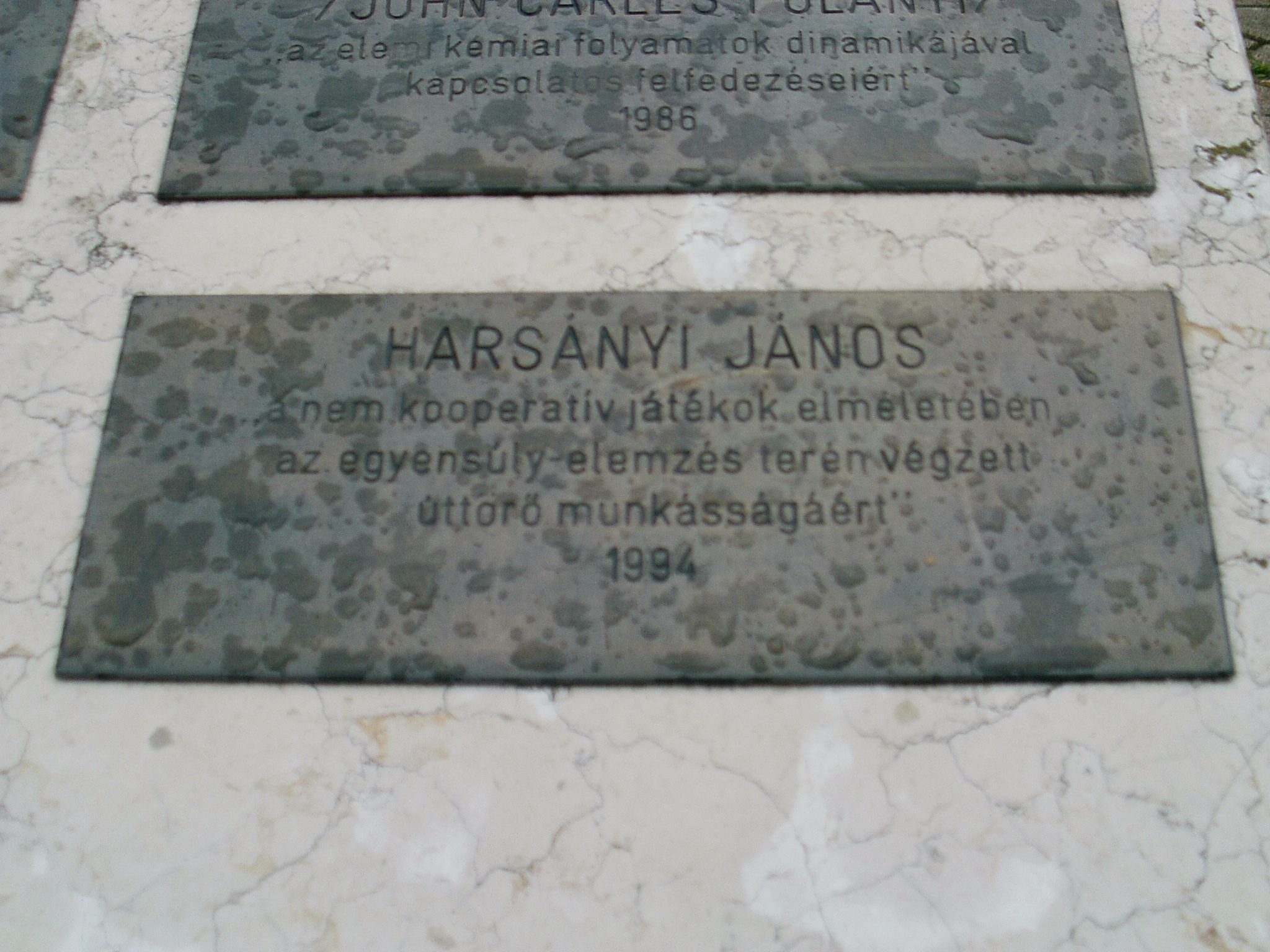
Harsányi János, Rákóczi út 2.
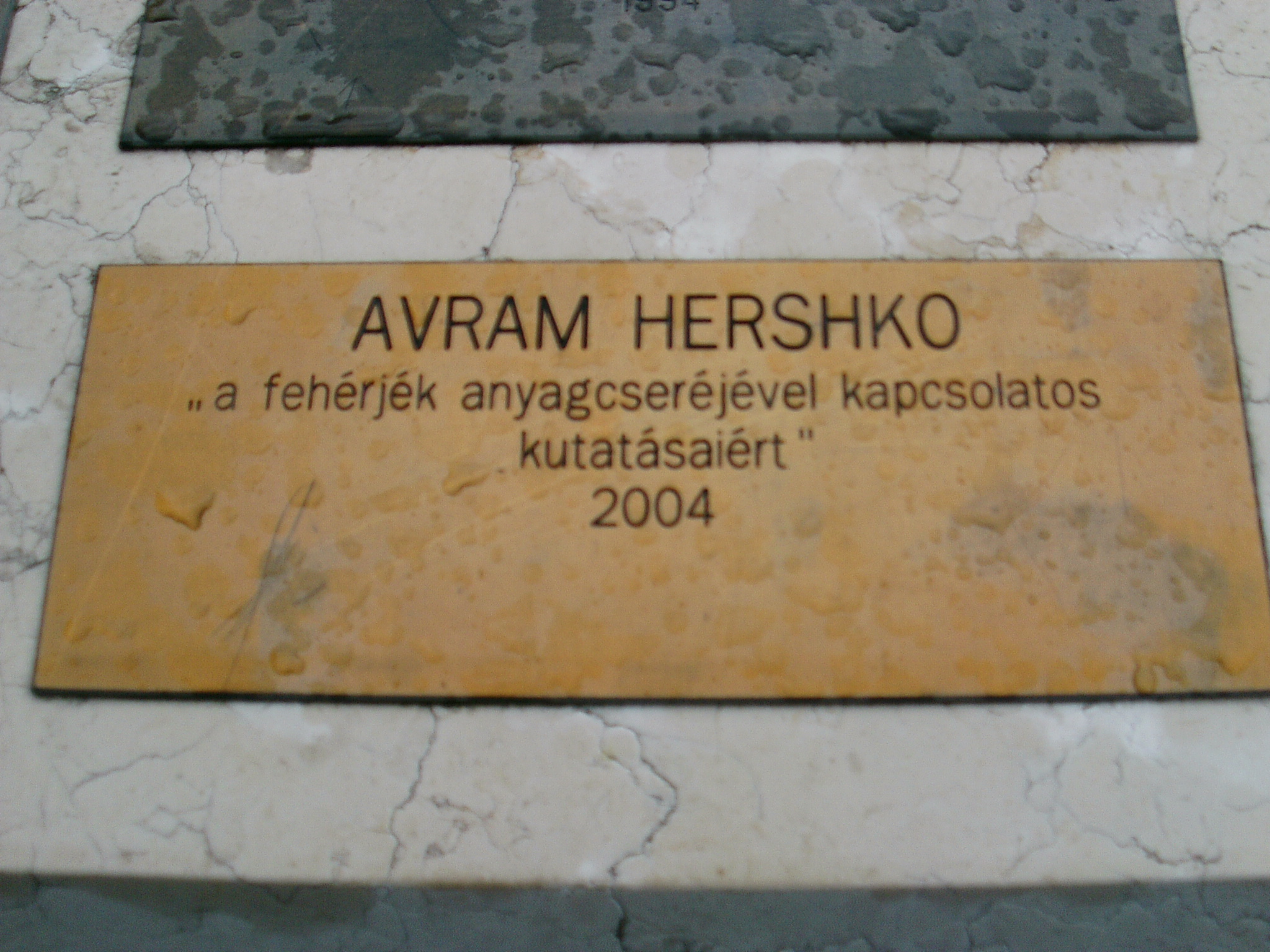
Avram Hersko, Rákóczi út 2.
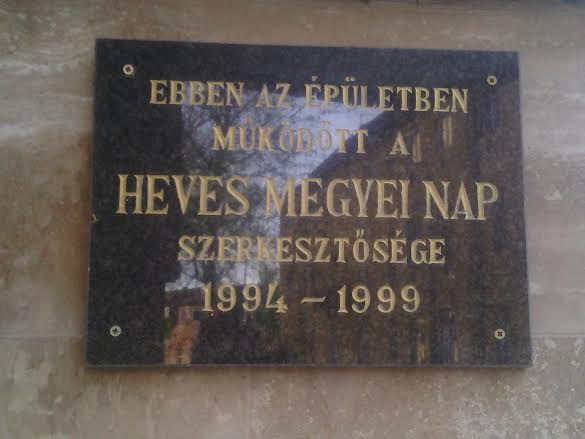
Heves Megyei Nap szerkesztősége, Trinitárius utca 1.
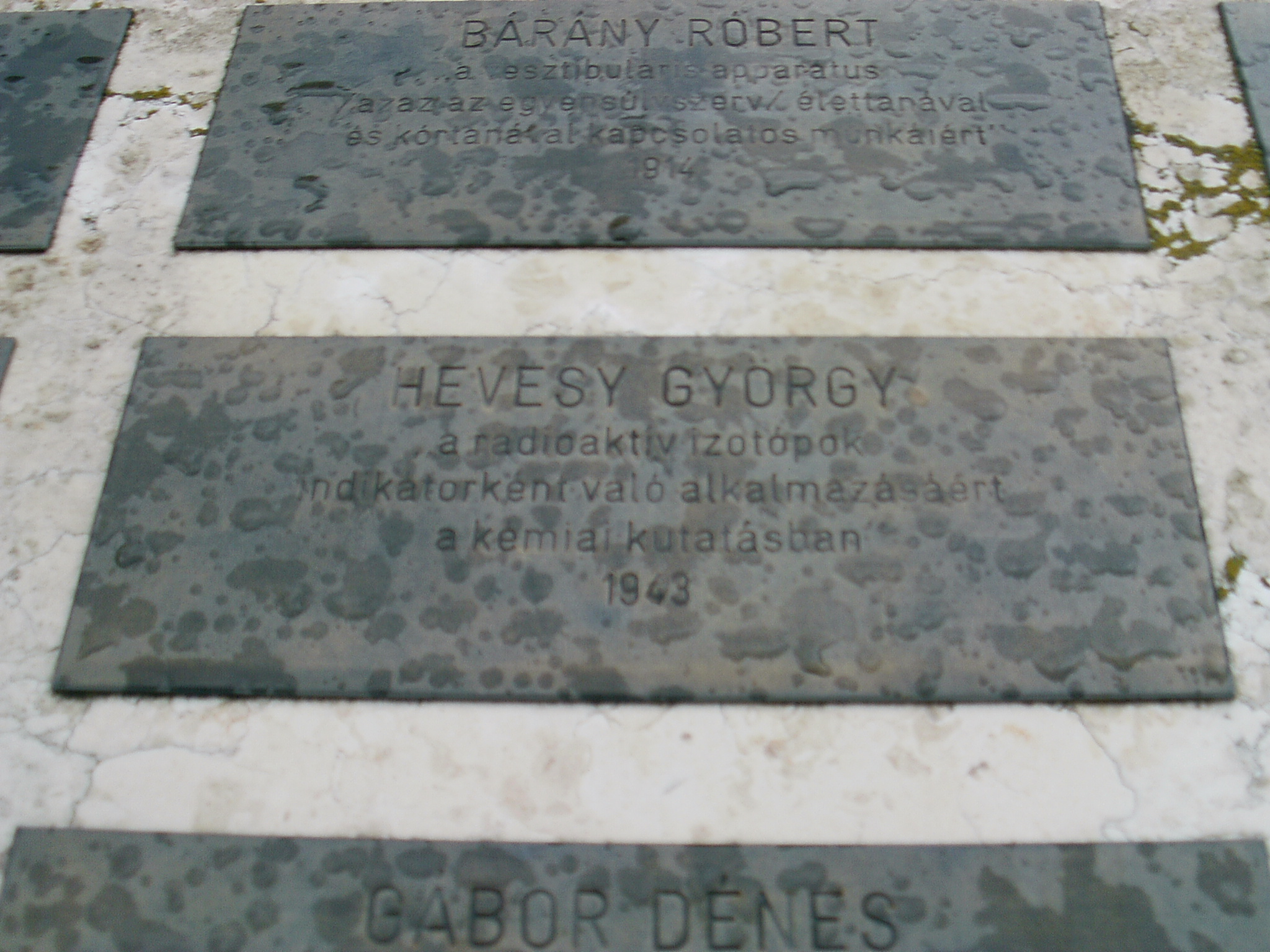
Hevesy György, Rákóczi út 2.
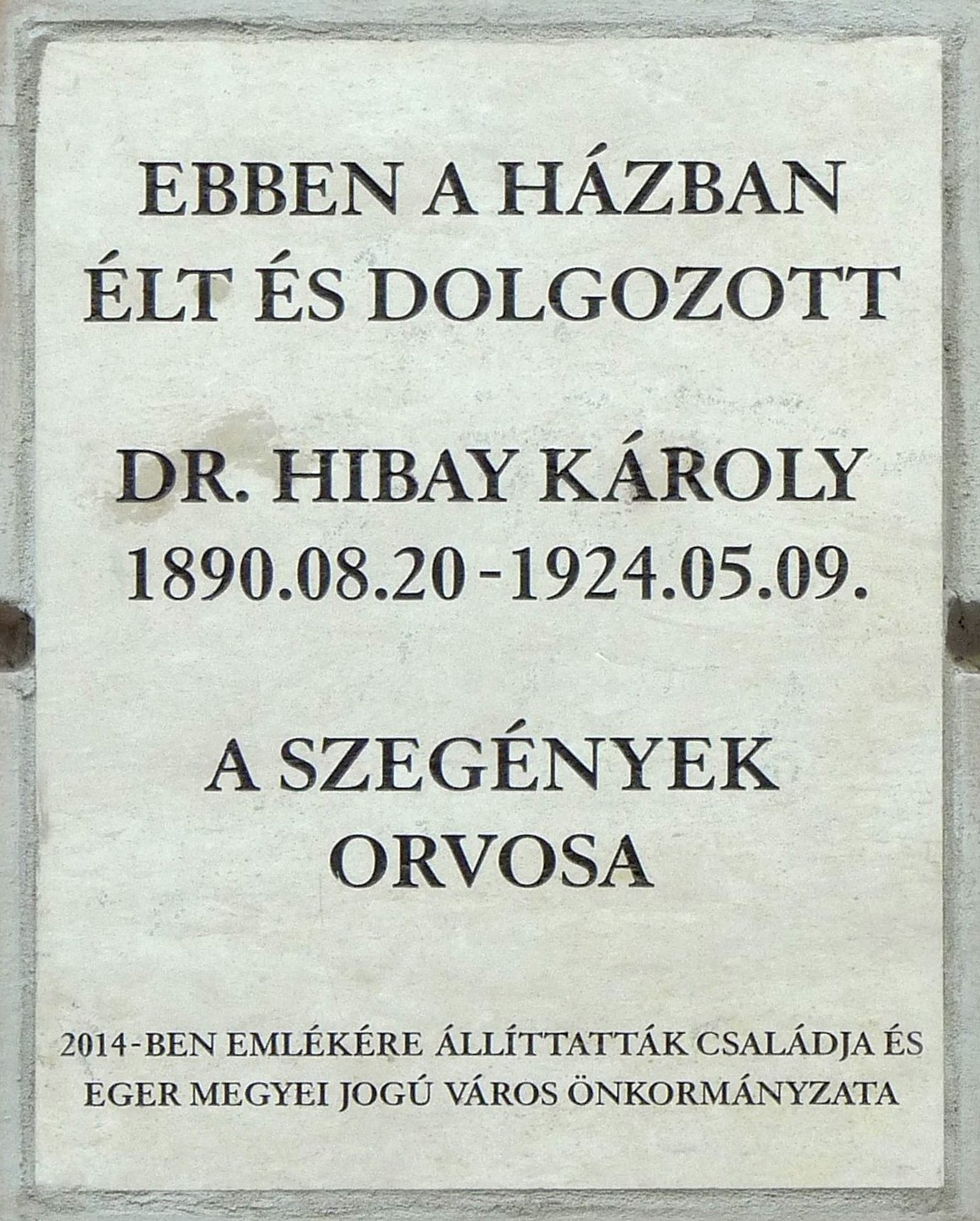
Hibay Károly, Érsek utca 16.
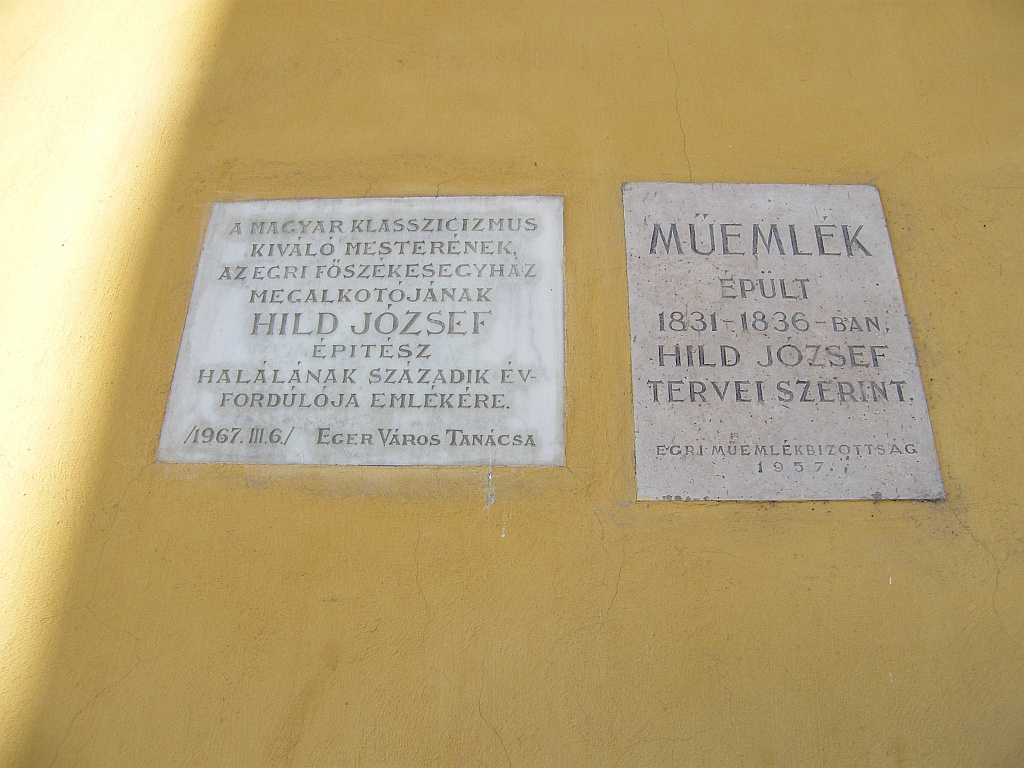
Hild József, Eszterházy tér 3.
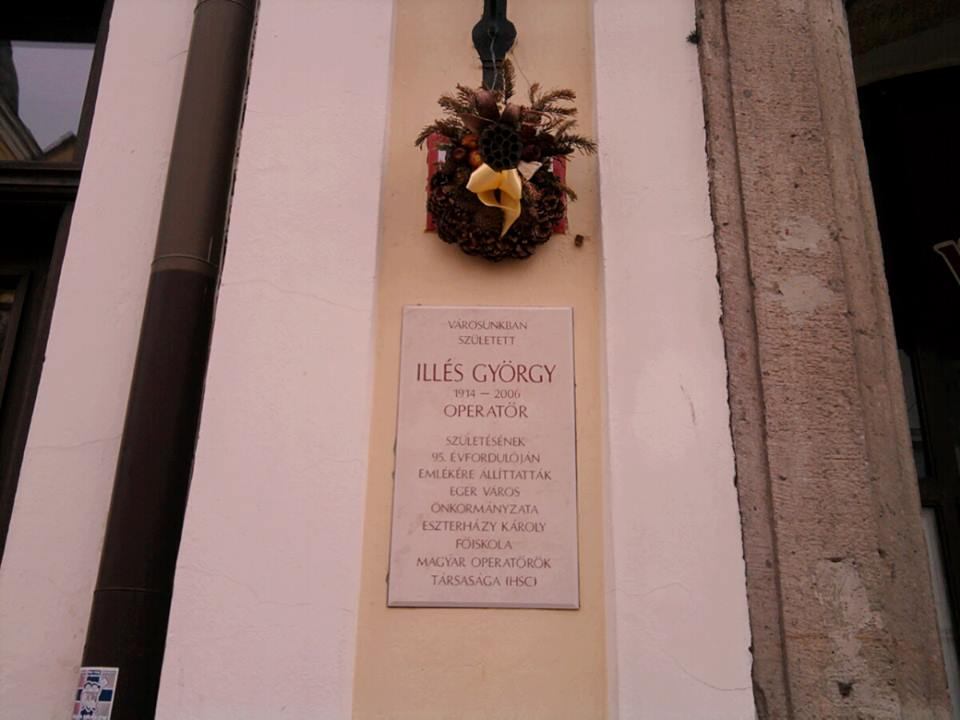
Illés György, Széchenyi út 14.
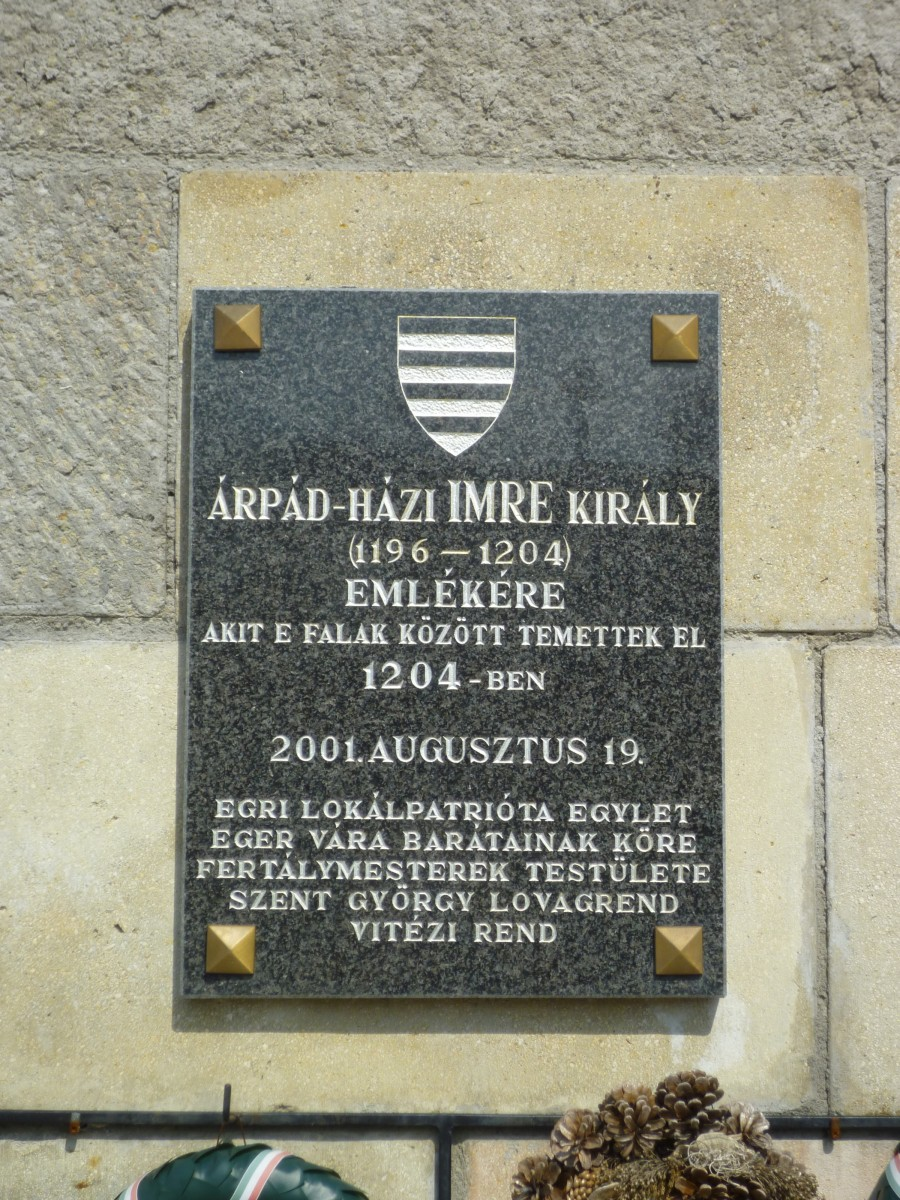
Imre magyar király, Vár
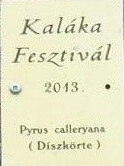
Kaláka fesztivál Érsekkert
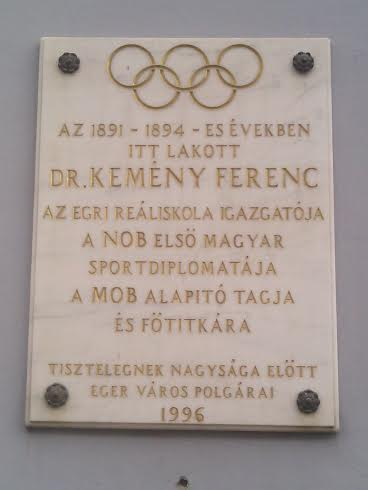
Kemény Ferenc, Széchenyi út. ?
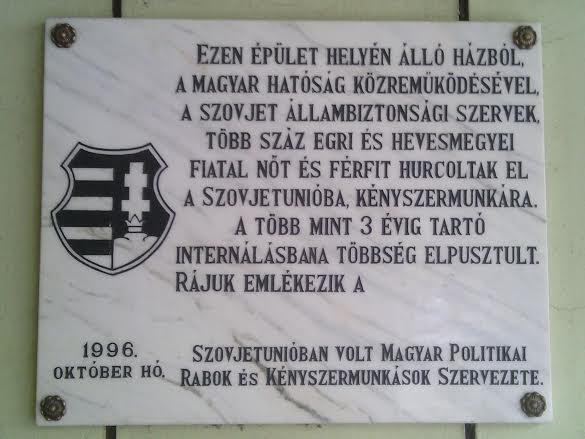
kényszermunkatáborba hurcoltak, Eszterházy tér 2.
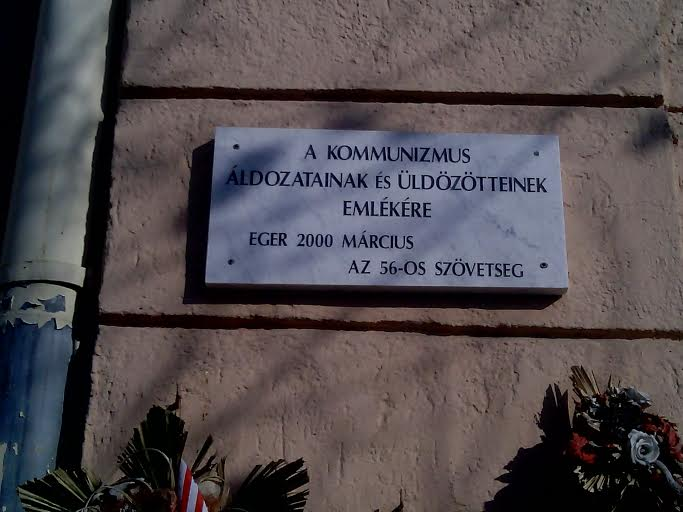
a kommunizmus áldozatai és üldözöttei, Törvényház utca 2.
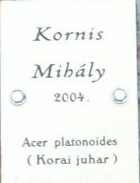
Kornis Mihály Érsekkert
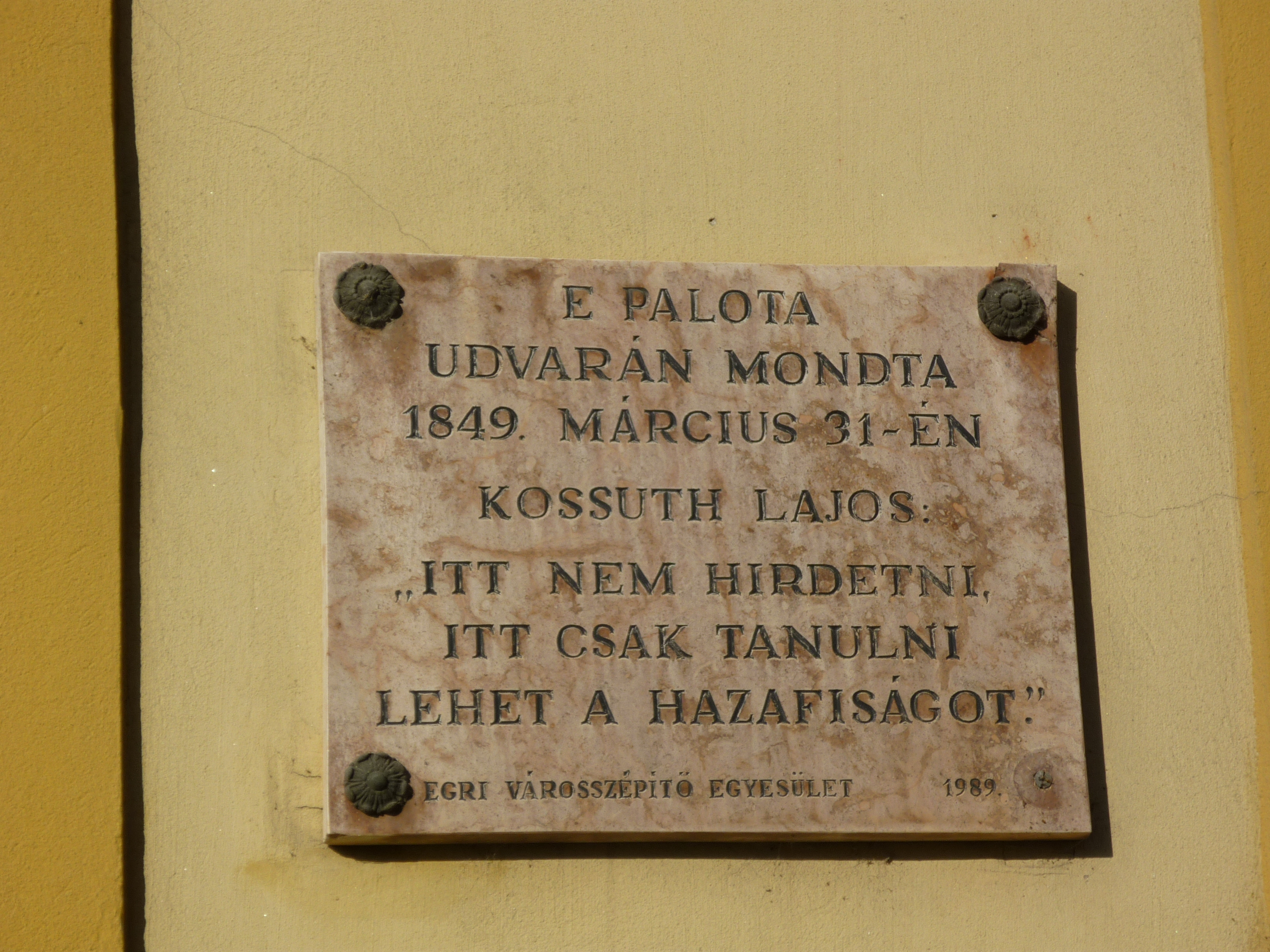
Kossuth Lajos beszéde, Széchenyi utca 1-5.
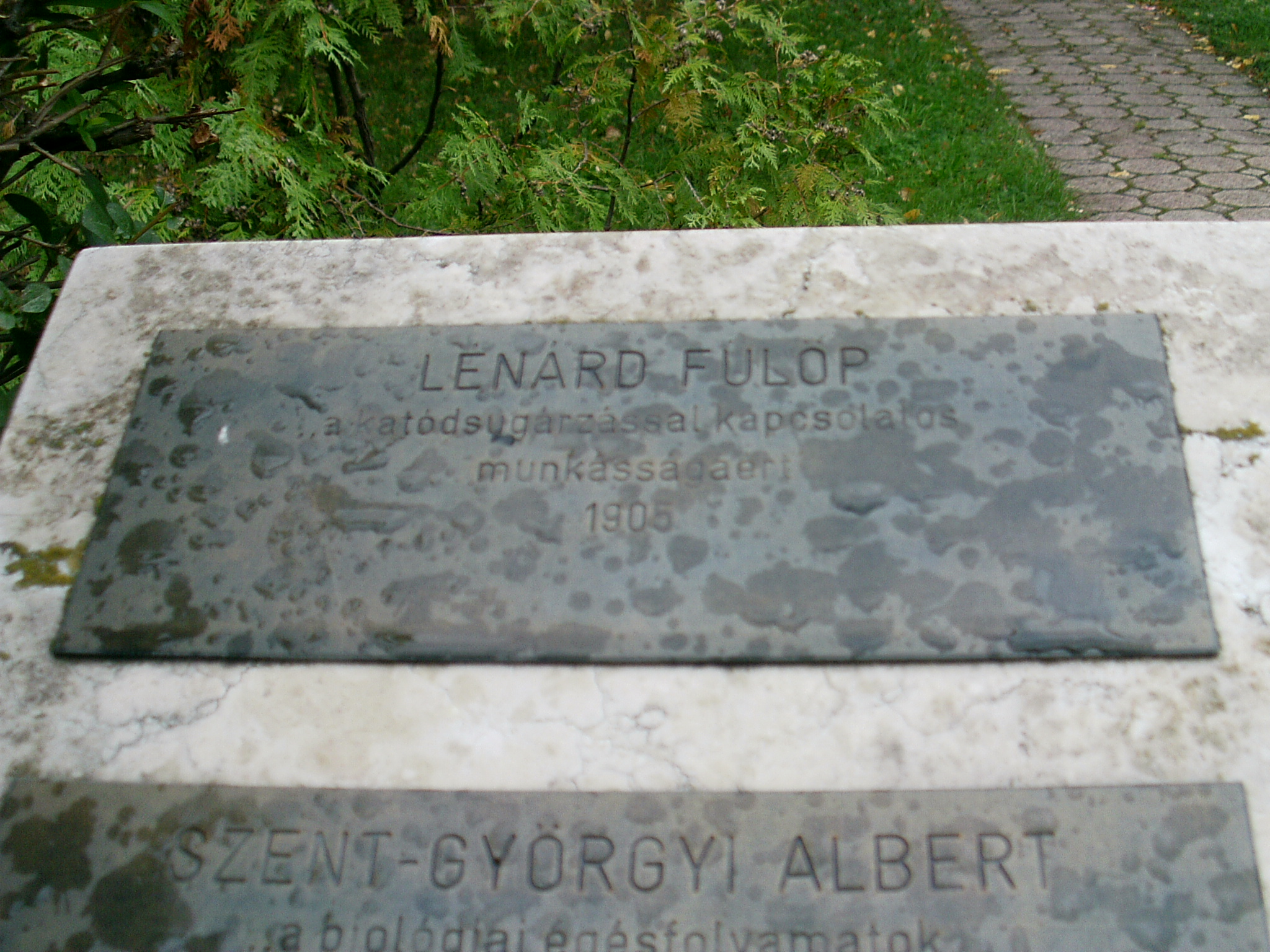
Lénárd Fülöp, Rákóczi út 2.
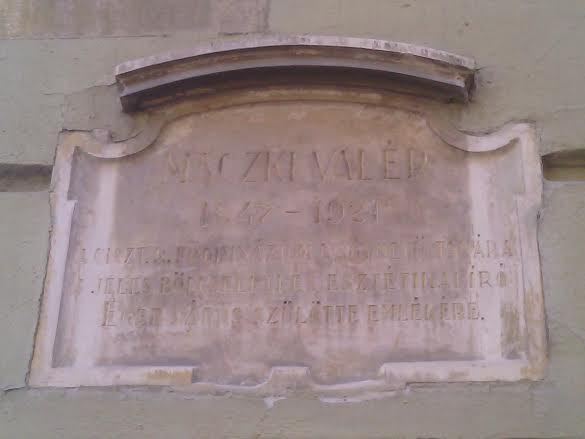
Maczky Valér, Széchenyi út 20. (Maczky V. utcai oldal)
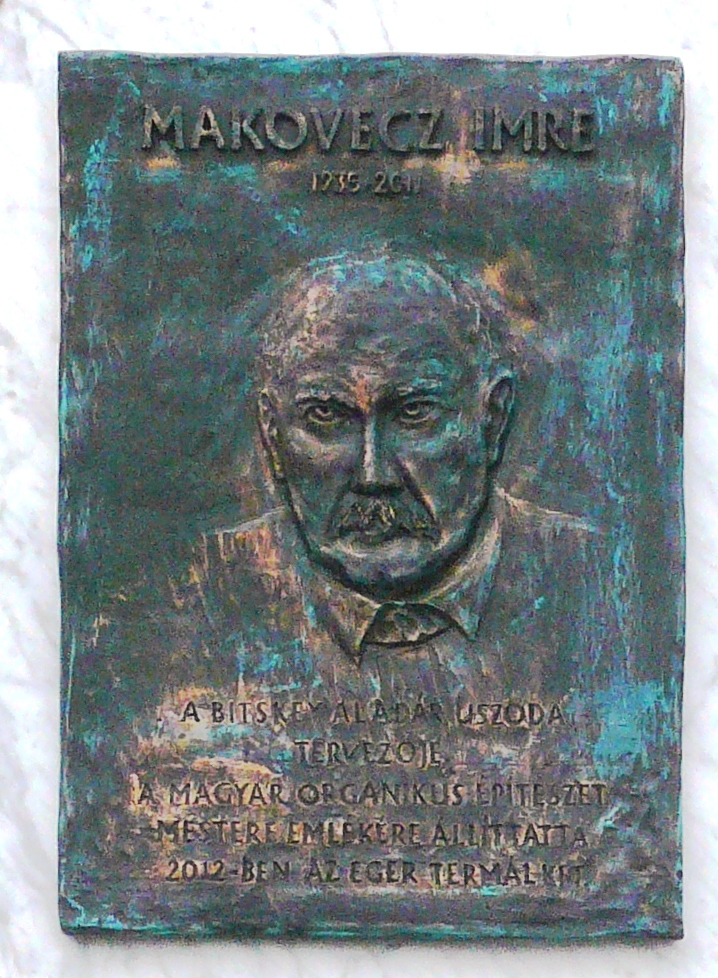
Makovecz Imre, Frank Tivadar utca 5.
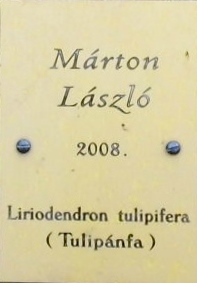
Márton László Érsekkert
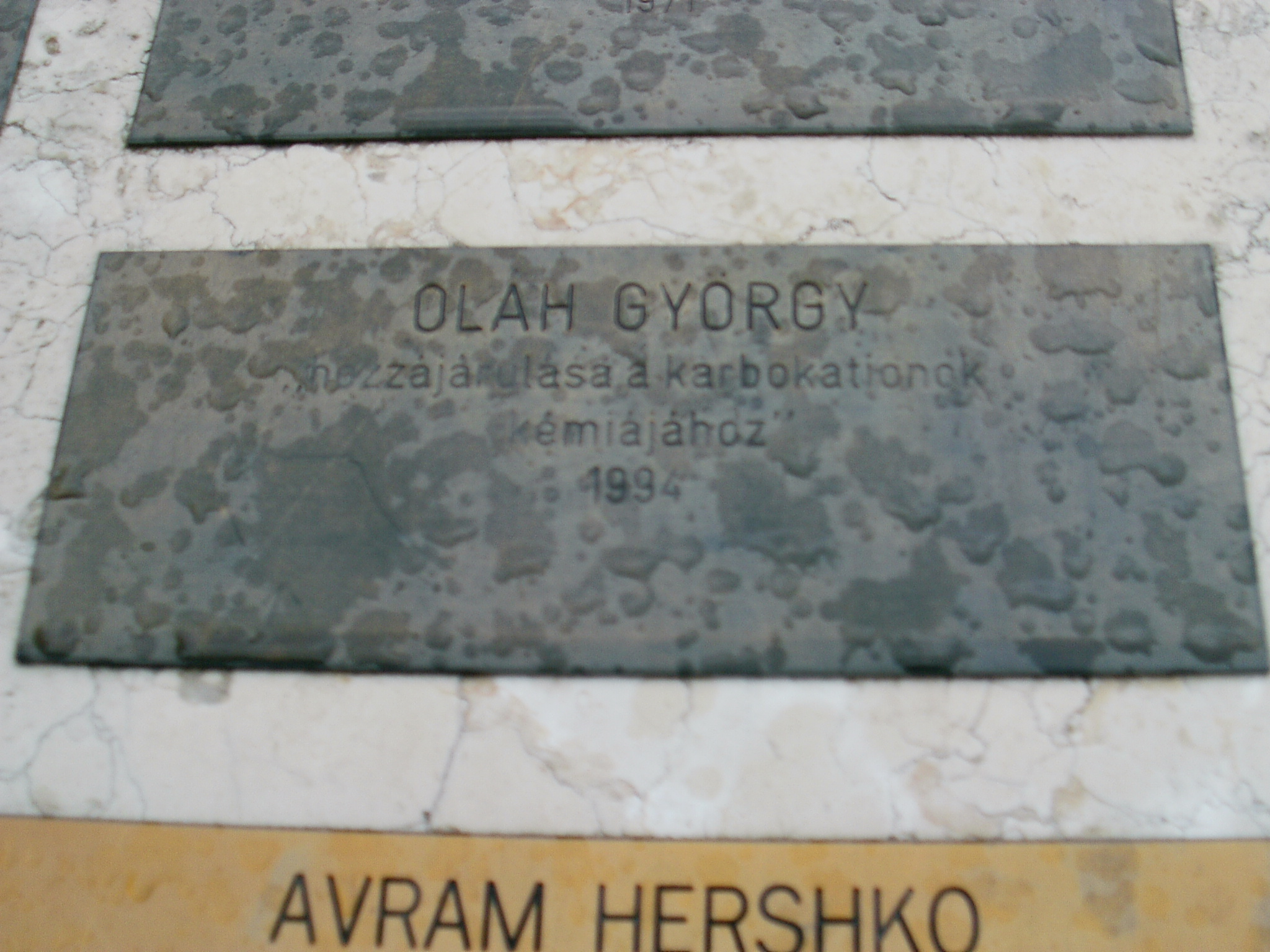
Oláh György, Rákóczi út 2.
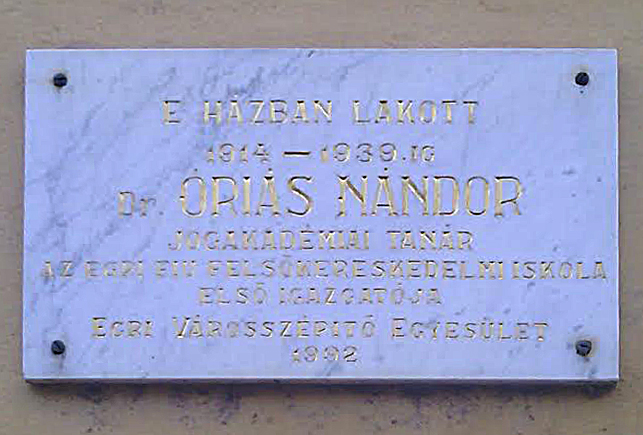
Óriás Nándor, Széchenyi utca 1-5.
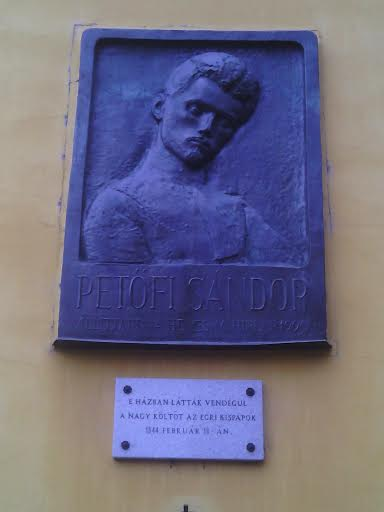
Petőfi Sándor, Foglár György utca 6.
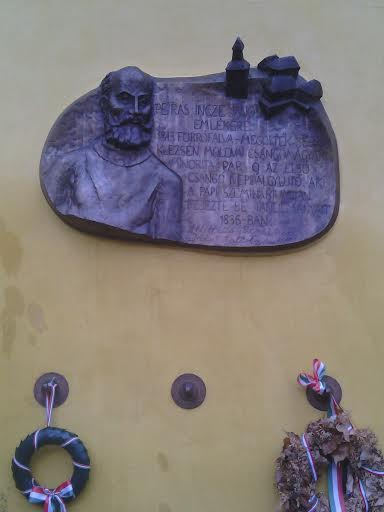
Petrás Ince János, Foglár György utca 6.
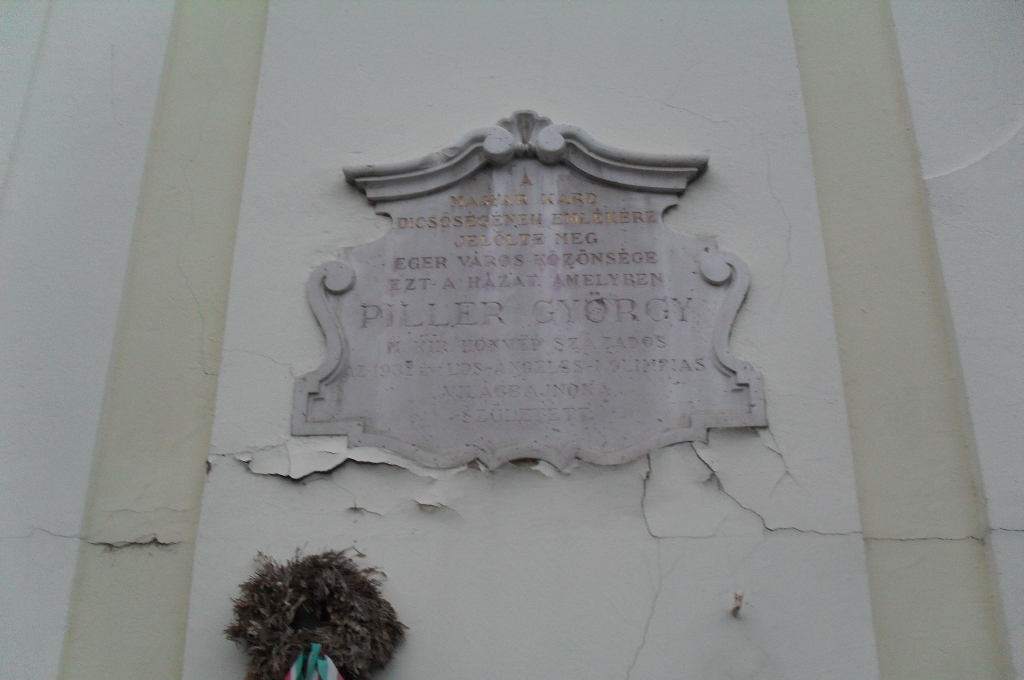
Piller György (régebbi emléktábla), Dr. Nagy János utca 12.
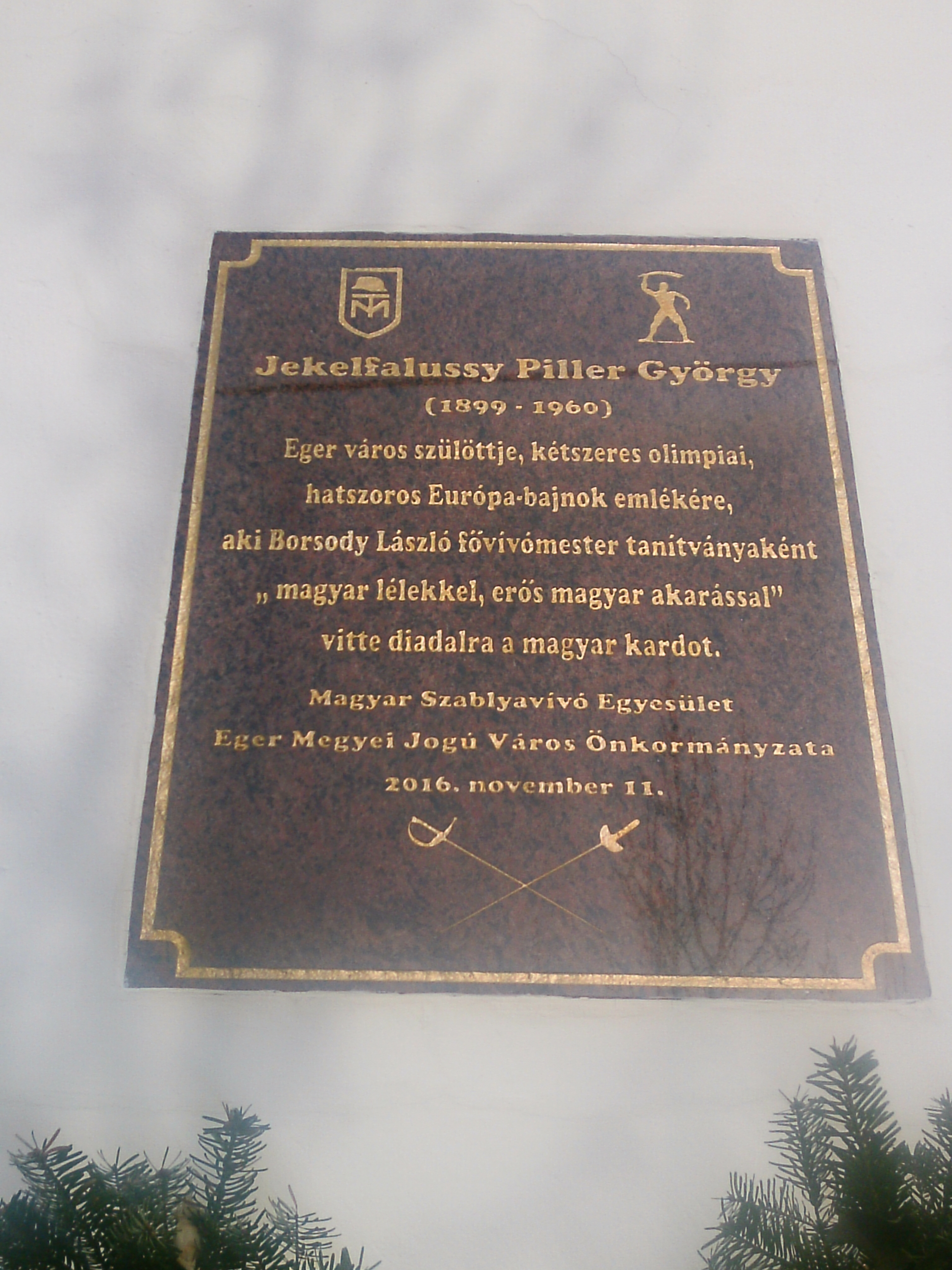
Piller György (újabb emléktábla), Dr. Nagy János utca 12.
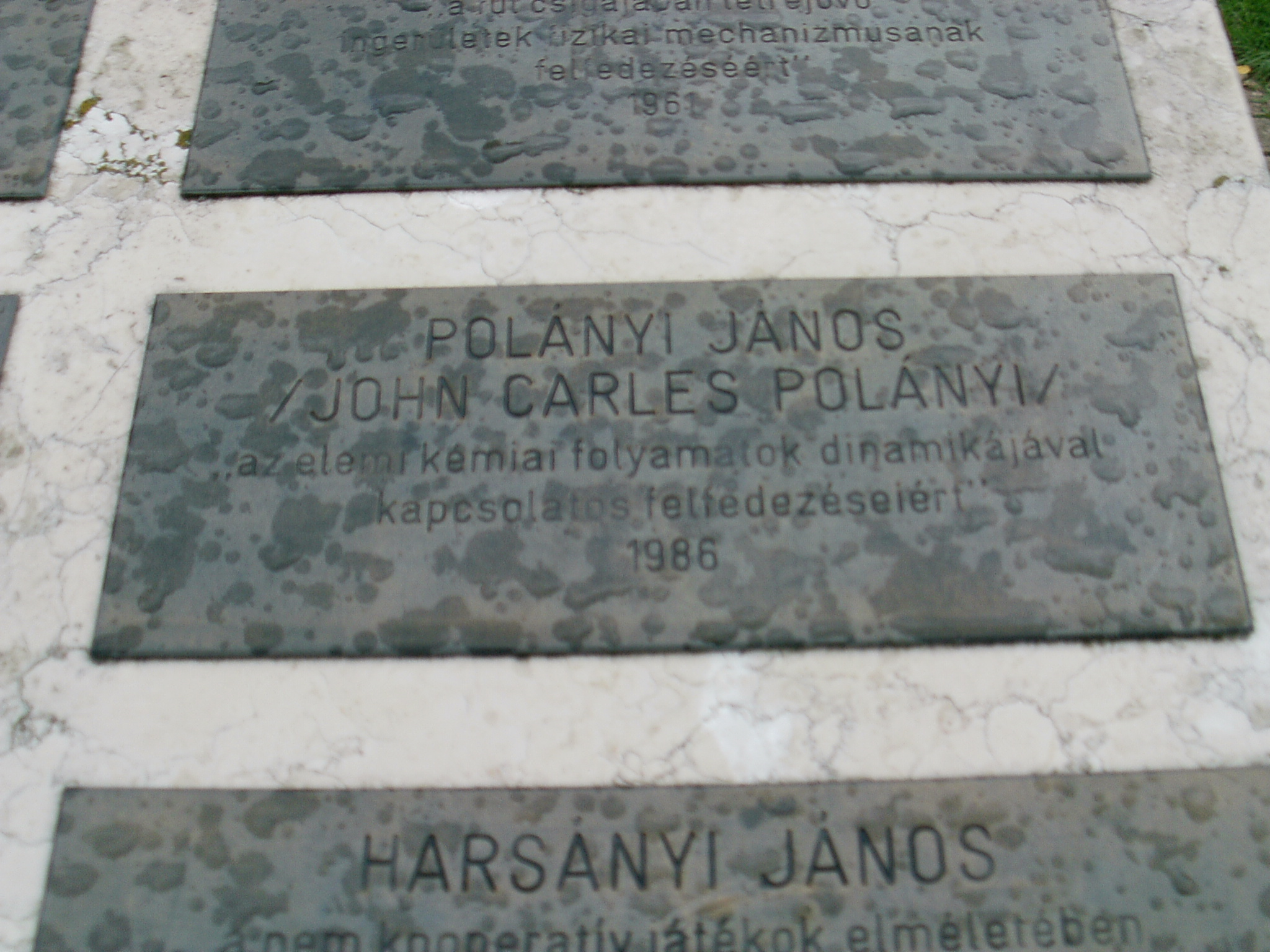
Polányi János, Rákóczi út 2.
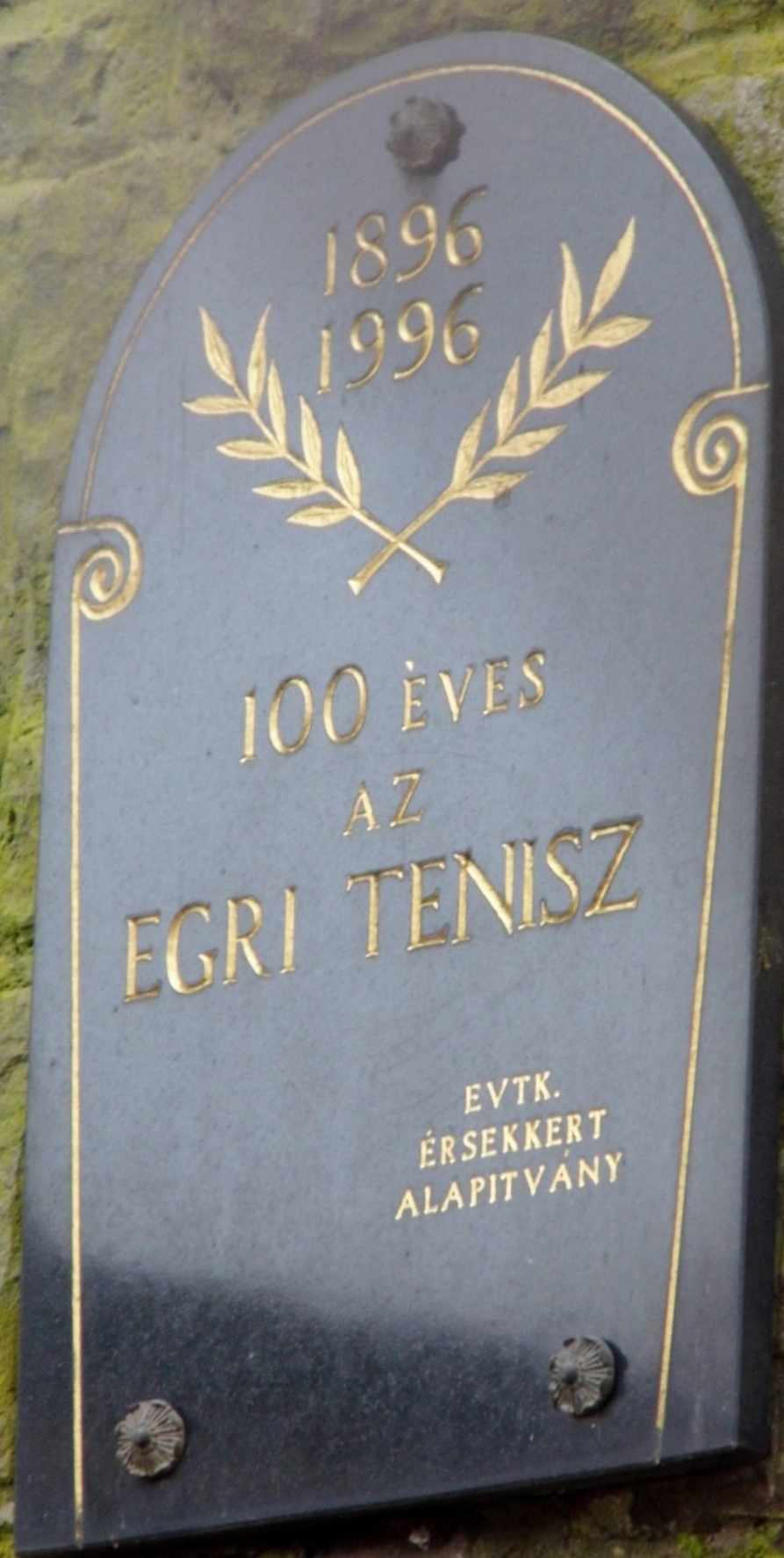
100 éves az egri tenisz Érsekkert
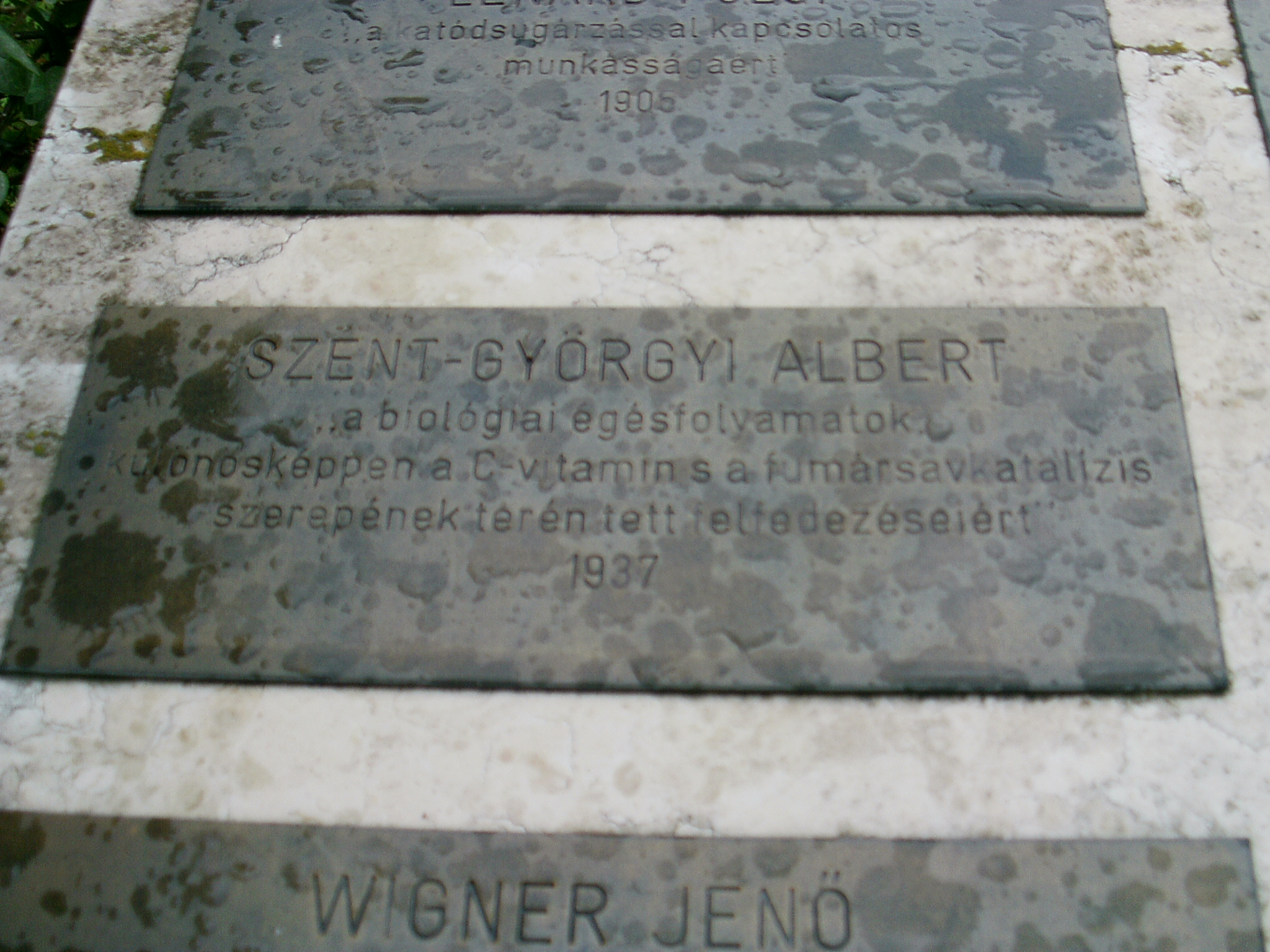
Szent-Györgyi Albert, Rákóczi út 2.
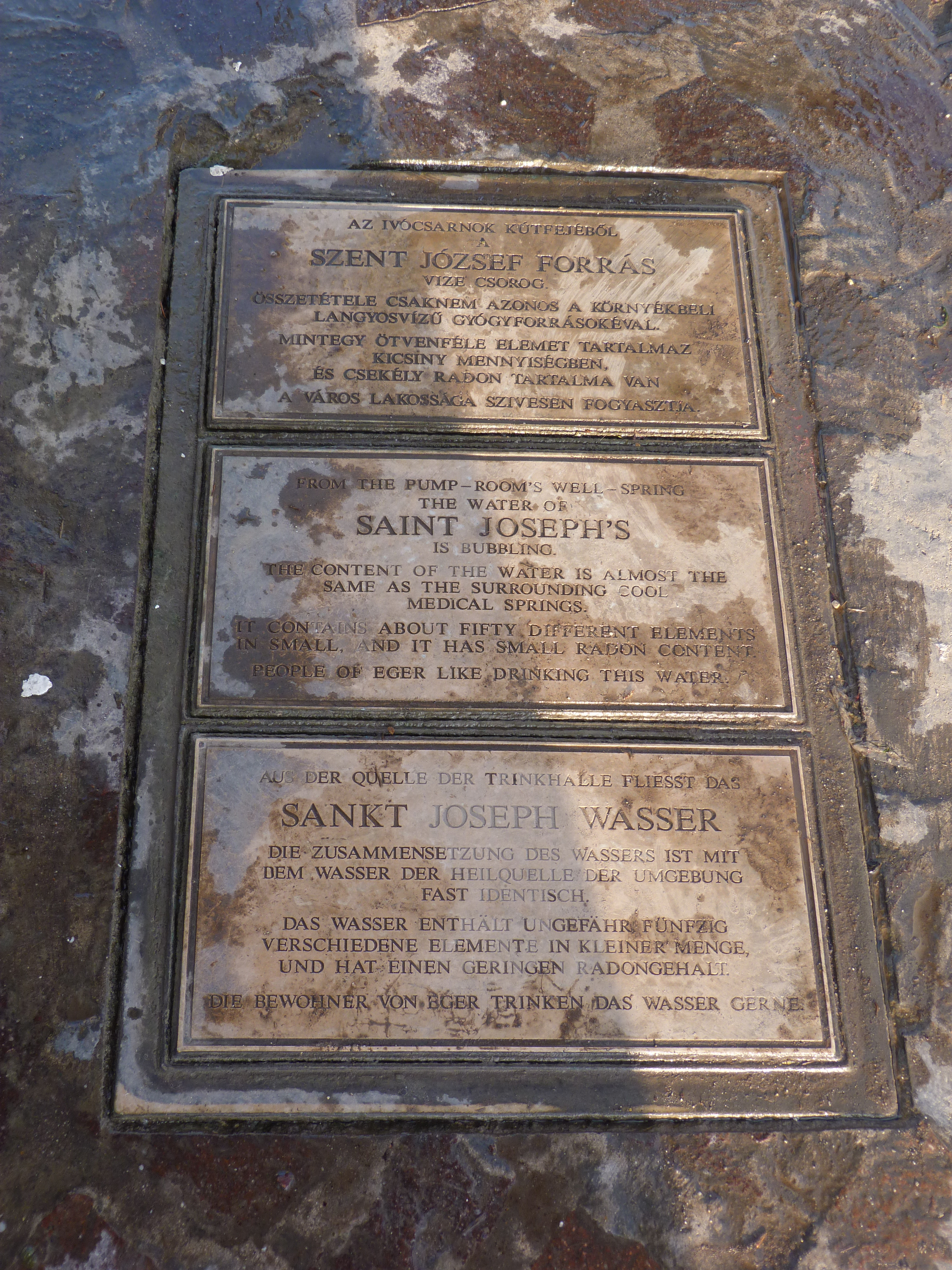
Szent József-forrás Agyagási Dezső park
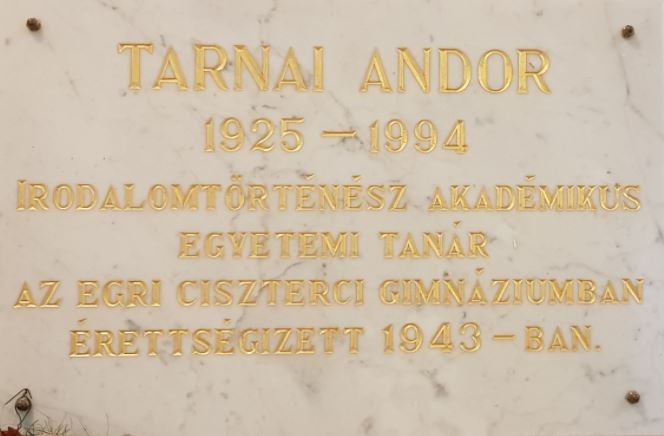
Tarnai Andor, Széchenyi u. 17.
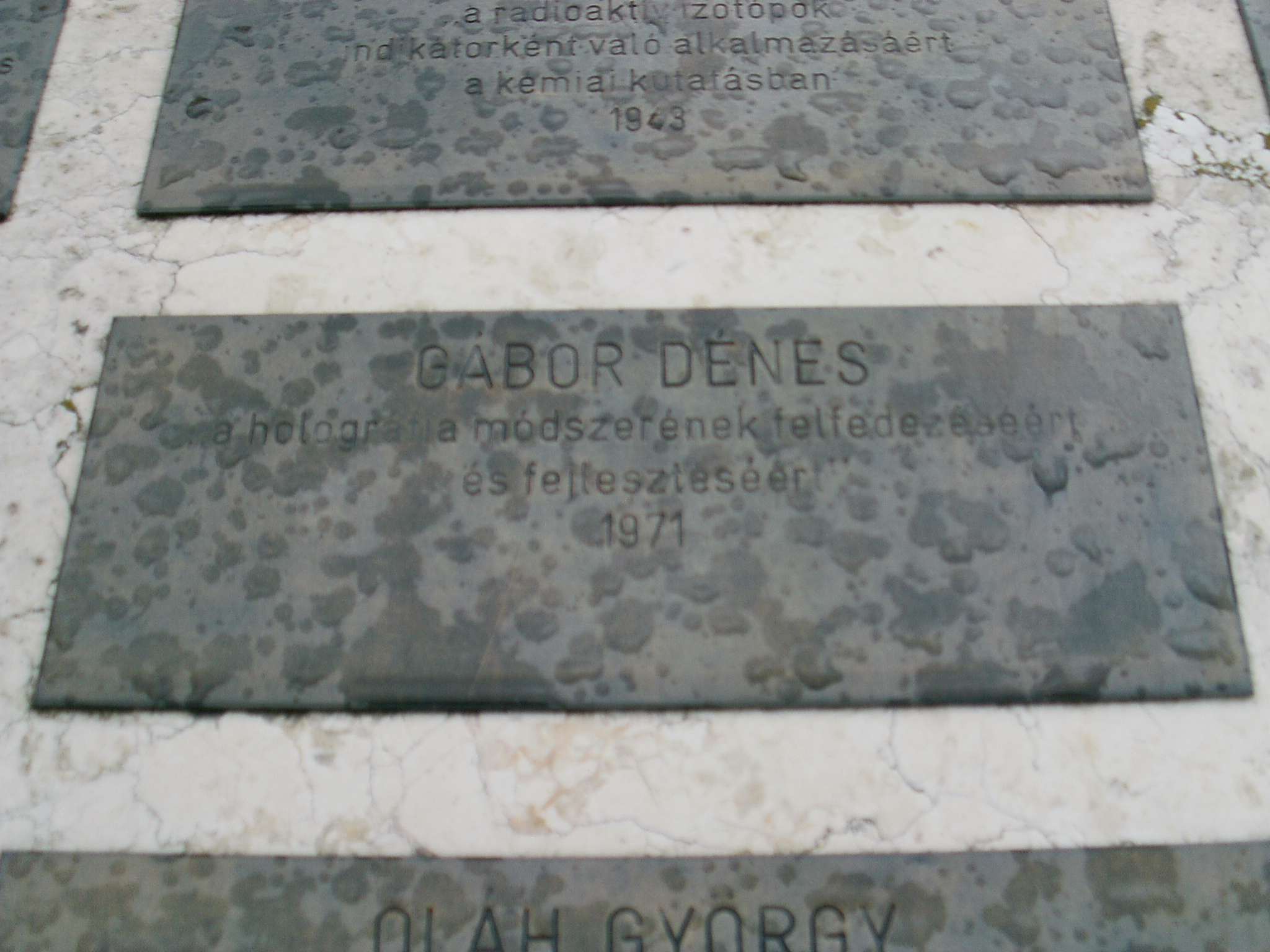
Elie Wiesel, Rákóczi út 2.
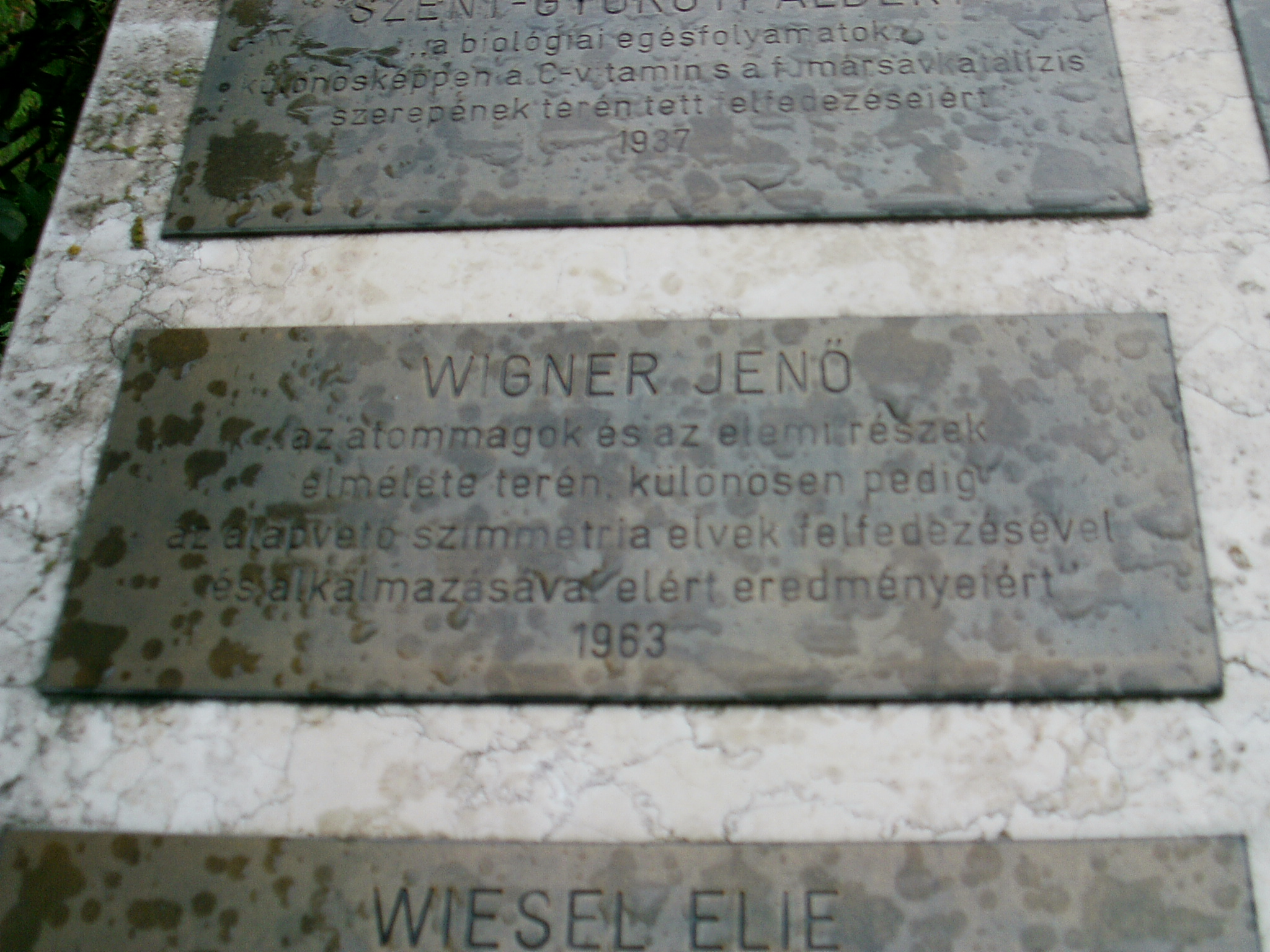
Wigner Jenő, Rákóczi út 2.
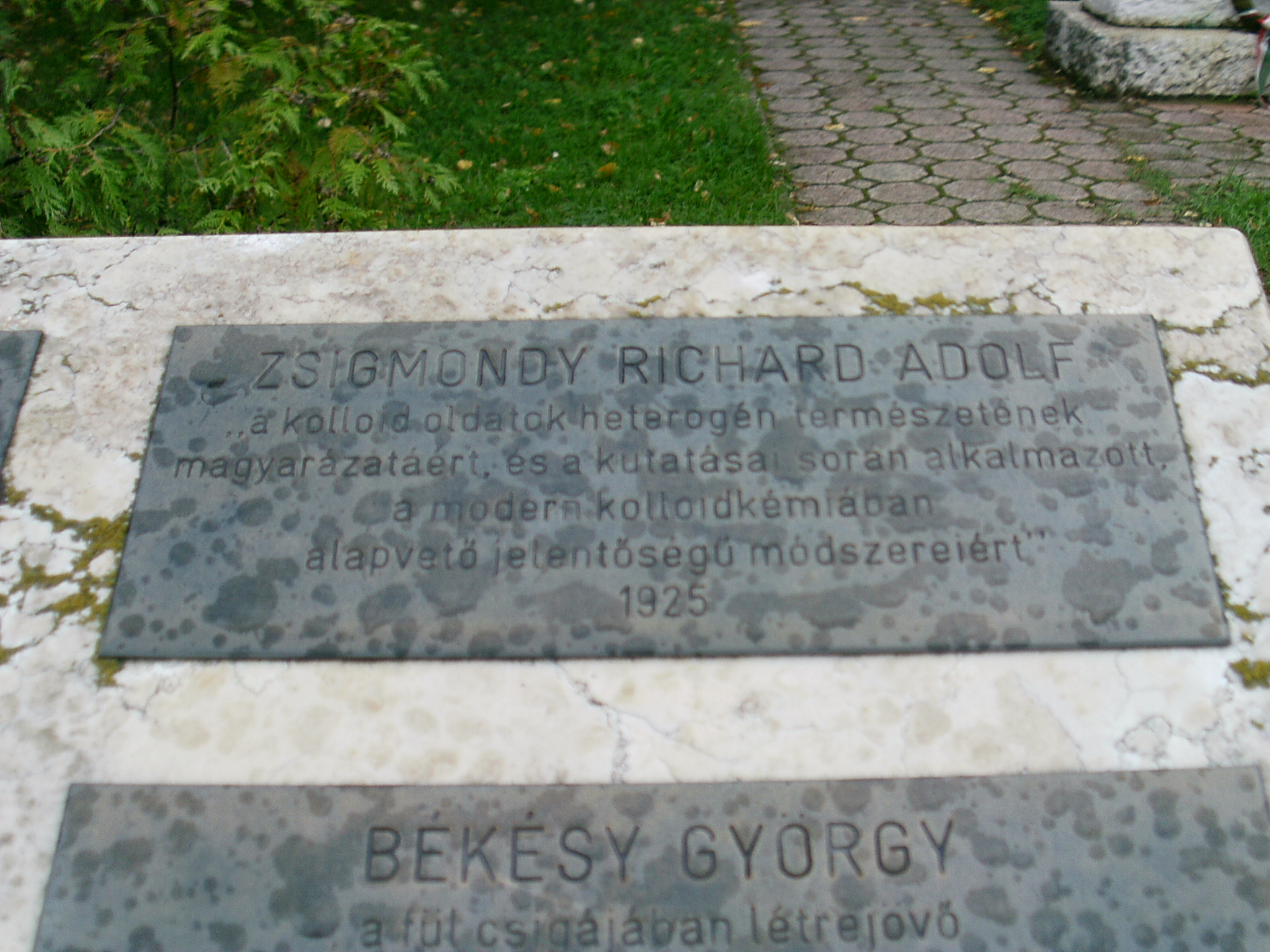
Zsigmondy Richárd, Rákóczi út 2.
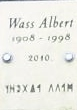
Wass Albert, Érsekkert
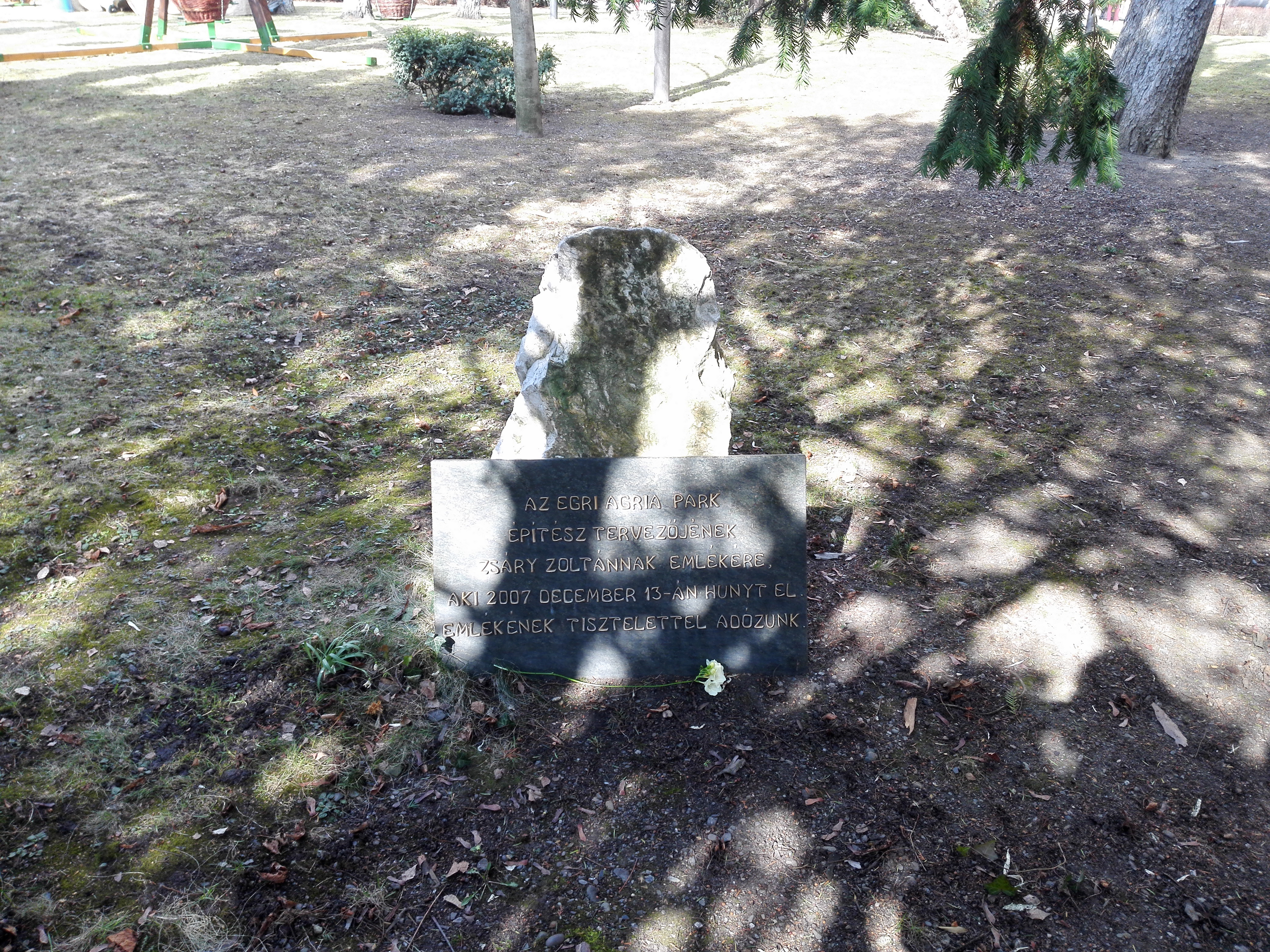
Zsáry Zoltán, Agria Park
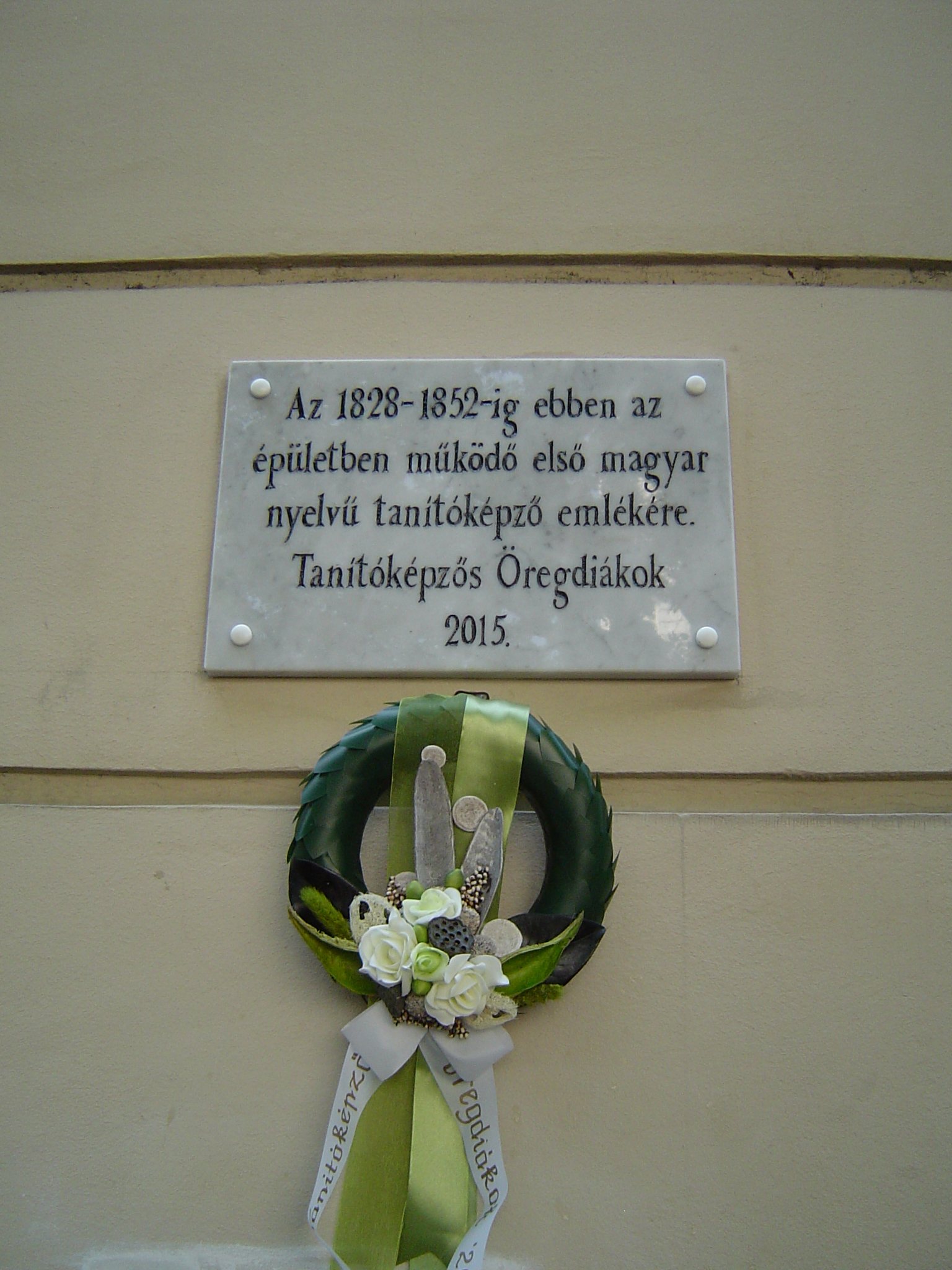
Első magyar nyelvű Tanítóképző alapítása, Pyrker János László , Kossuth Lajos utca 8.

## Utcaindex
| Agyagási Dezső park Egri mosónők Szent József-forrás Állomás tér (1.) (Eger vasútállomás) 125 éves a Füzesabony–Putnok-vasútvonal Bajcsy-Zsilinszky út Széchenyi út sarok Albert Ferenc (17.) 1878-as egri árvíz (19.) 1878-as egri árvíz (2 emléktábla) Barkóczy Ferenc utca (11.) Első egri óvoda Bródy Sándor utca (8.) Bródy Sándor szülőháza, Joó János Deák Ferenc utca (45.) Deák Ferenc Dobó u. Török-Magyar Barátság Emlékhely Dobó István tér (6.) 14-es gyalogezred a Donnál (8.) 1878-as egri árvíz, Reményi Ede Érsekkert „Börtön a városért” Alexander Brody Dömölky Lídia Faludy György Gárdonyi Géza születésének 150. évfordulója Kaláka fesztivál Kornis Mihály Márton László 100 éves az egri tenisz Wass Albert Érsek utca (16.) Hibay Károly Eszterházy tér (1.) Gárdonyi Géza (2.) kényszermunkatáborba hurcoltak (3.) Hild József Frank Tivadar utca (5.) Eger fedett uszoda, Makovecz Imre Foglár György utca (6.) (Egri Hittudományi Főiskola és Érseki Papnevelő Intézet) Petőfi Sándor, Petrás Ince János Hibay Károly u. Dobó tér sarok Dr. Hibay Károly Jókai Mór utca (3.) Dr. Breznay Imre (8.) 1878-as egri árvíz (12.) Dr. Ludányi Béla Knézich Károly utca (1-3.) (Szent Sebestyén-templom) 1878-as egri árvíz (8.) Kolping-ház (9.) (Díszkapu) Knézich Károly Kossuth Lajos utca (8.) (Angolkisasszonyok) Törőcsik Mari, Foglár György, Juhász Mária nővér (9.) (Megyeháza) Szent Korona-rejtekhely, 1878-as egri árvíz, Heves megyei olimpikonok (10 részes emléktábla), Dr. Jakab István (16.) Bródy Sándor, Henryk Dembiński és Görgei Artúr (26.) (Buttler-ház) 1878-as egri árvíz | Kovács Jakab út 2. (Széchenyi úti oldal) Lenkey János szülőháza Kovács János út (Felnémet) Az egri vár felnémeti védői Markhot Ferenc utca (2.) (Kálvin-ház) 1878-as egri árvíz (6.) (Lenkey Általános Iskola) Kodály Zoltán látogatása Mecset u. 6. (6.) Egri munkásotthon Dr. Nagy János utca (12.) Piller György szülőháza (két emléktábla) Ráckapu tér Eger ostroma (Első világháború) Rákóczi út (2.) (Wigner Szakközépiskola) Magyar származású Nobel-díjasok emlékparkja: Bárány Róbert Békésy György Gábor Dénes Harsányi János Avram Hersko Hevesy György Lénárd Fülöp Oláh György Polányi János Szent-Györgyi Albert Elie Wiesel Wigner Jenő Zsigmondy Richárd Széchenyi utca (1-5.) az egri állami erdőgazdálkodás megszervezése, Kossuth Lajos beszéde, Óriás Nándor (12.) Gáspárdy Gyula és Géza (14.) Illés György (17.) 300 éves az egri ciszterci oktatás (17.) előtti park 1956-os emlékmű (17.) Gárdonyi Géza Ciszterci Gimnázium (18.) egri sortűz 1956-ban (19.) (Dobó István Gimnázium) Dobós öregdiákok, Csiky Sándor (20.) (Maczky Valér utcai oldal) Maczky Valér (22.) Első egri postaállomás (29.) Kováts János, 1878-as egri árvíz (34.) Kemény Ferenc lakóháza (55.) Vitkovics Mihály szülőháza (78.) II. Rákóczi Ferenc, Telekessy István Szépasszonyvölgyi út Nagyszőlős Szvorényi József út Szvorényi József Törvényház utca (2.) (Megyei börtön) a kommunizmus áldozatai és üldözöttei (4.) (Agria Park) In memoriam Zsáry Zoltán (2 azonos emléktábla) Trinitárius utca (1.) Heves Megyei Nap szerkesztősége Tűzoltó tér Első világháborús örükmécs Vár (-) Dobó István, egri várvédők névsora, Imre magyar király |